# Liste de plats à base de porc
- Haut – A
- B
- C
- D
- E
- F
- G
- H
- I
- J
- K
- L
- M
- N
- O
- P
- Q
- R
- S
- T
- U
- V
- W
- X
- Y
- Z

## A
- Afélia
- Sauce amatriciana
- Andouillette
- Anges à cheval
- Ardei umpluți
- Atriaux

## B
- Babi guling
- Babi kecap
- Babi panggang
- Baeckeoffe
- Bacon explosion
- Repas baconique
- Bak kut teh
- Bakkwa
- Balchão
- Bandeja paisa
- Bánh canh
- Bánh cuốn
- Bánh tẻ
- Porc boucané
- Bouchon
- Boudin créole
- Boudin noir

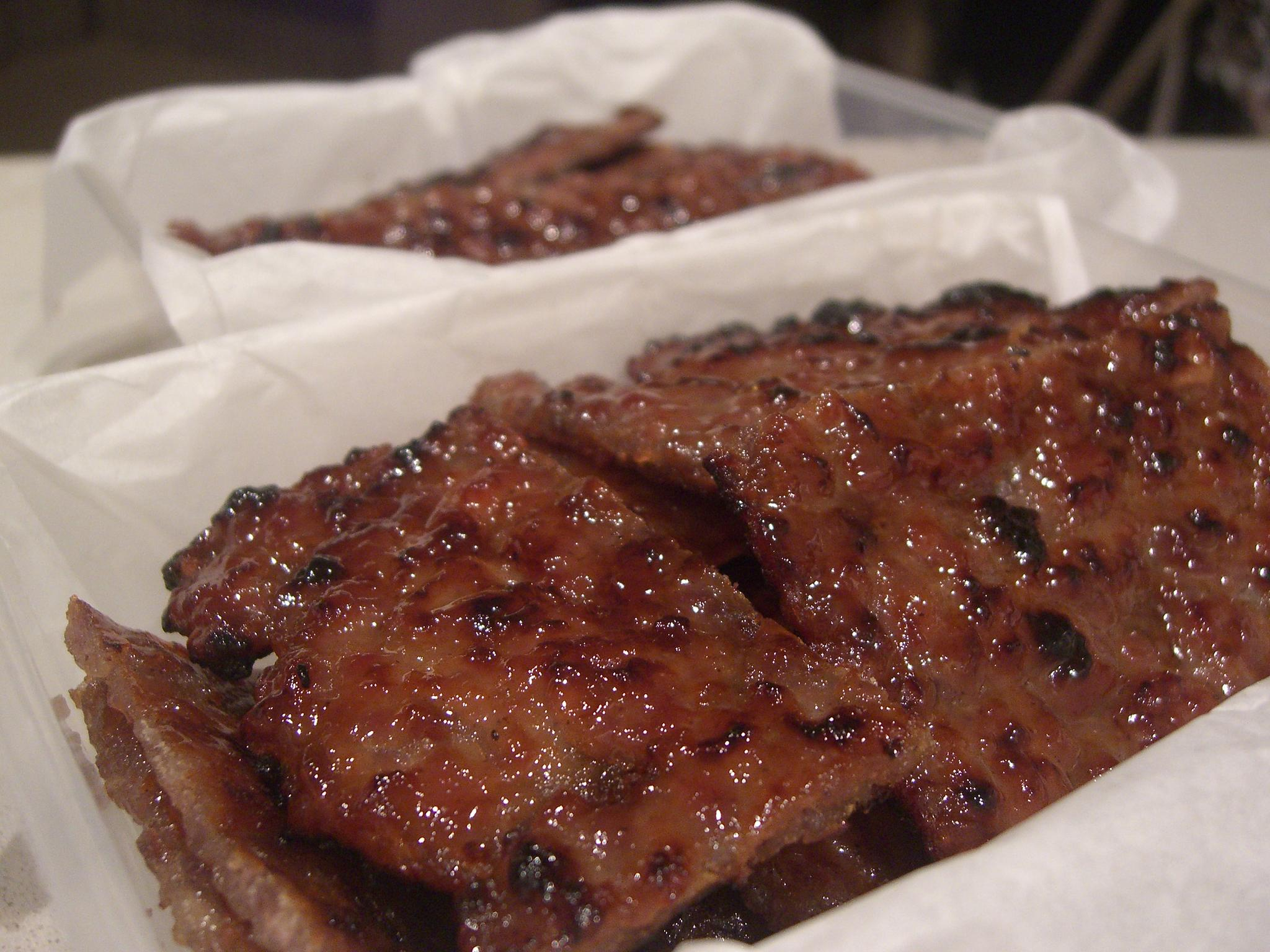
Porc bakkwa, porc confit à la chinoise.

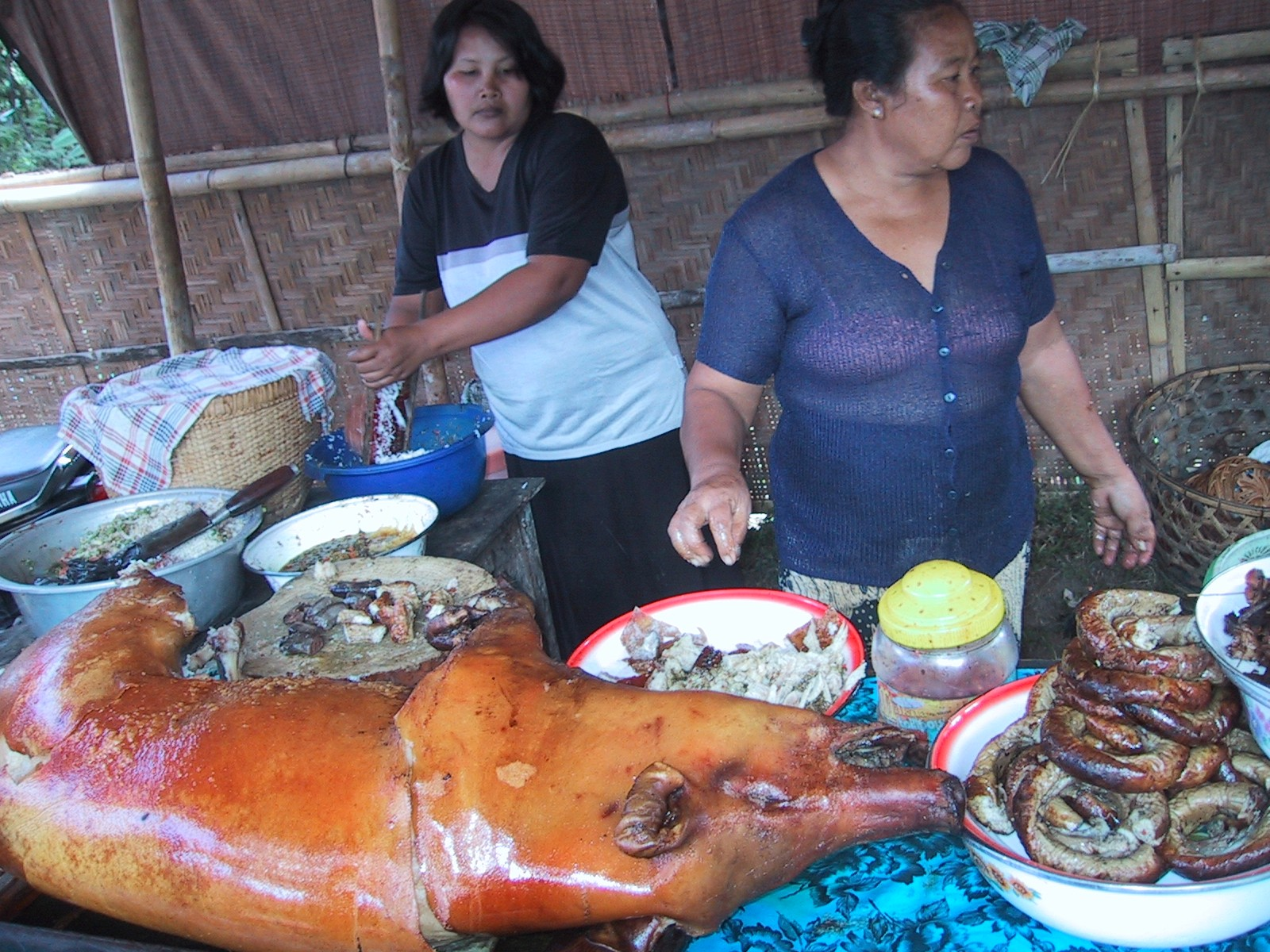
Babi guling, cochon de lait rôti balinais.

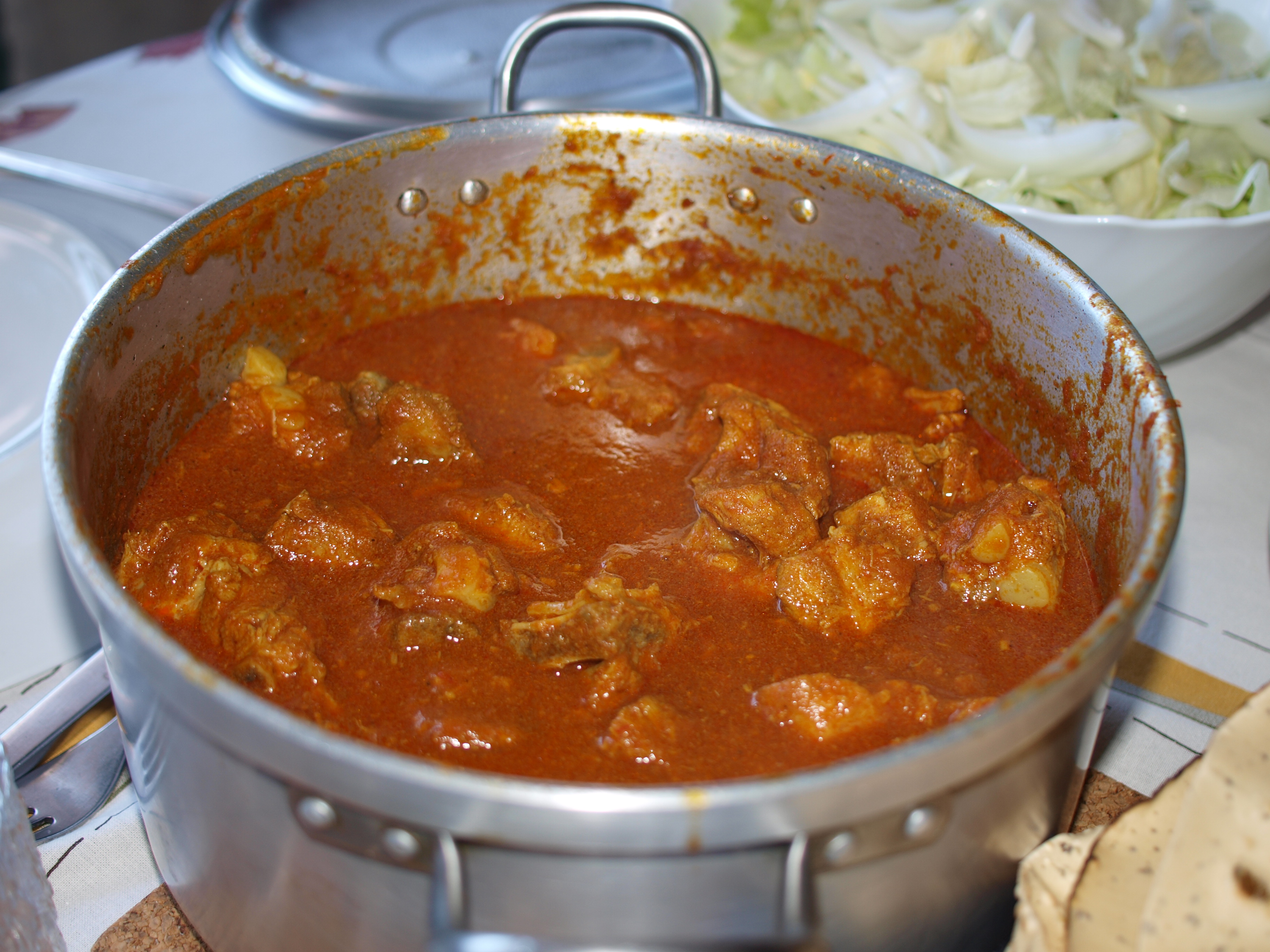
Porc balchão, plat épicé de fruits de mer ou de viande, originaire de l'Inde de l'Est.

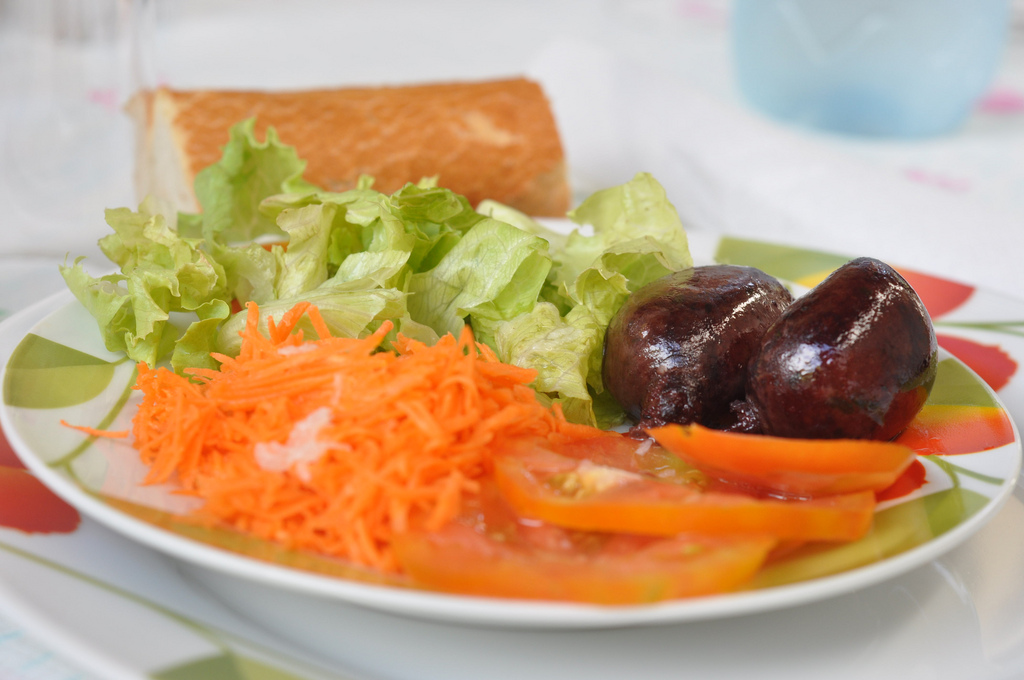
Boudin créole

- Boudin à la viande dans le sud-ouest de la France, avec de la couenne en plus
- Boudin du Maine, protégé par une indication géographique protégée
- Boudin à l'oignon ou « boudin de Paris »
- Boudin de Mortagne-au-Perche, en Normandie
- Jimboura (ou gimboura), soupe du Périgord à base de sang de porc
- Gigourit, dans les Charentes
- Boudin lyonnais
- Boudin d'herbes, dans le Forez
- Brændende kærlighed
- Bujta repa
- Bulgogi
- Bún bò Huế
- Butadon

## C
- Caghuse
- Cao lầu
- Carne de chango
- Carne de porco à alentejana
- Carne de vinha d'alhos
- Carnitas
- Cassoeula
- Cassoulet
- Chả giò
- Chả lụa
- Cha siu bao
- Chanpuru
- Char siu
- Chicharrón
- Ciccioli
- Cochinita pibil
- Charcuterie
- Choucroute d'Alsace
- Cochon de lait
- Colombo de porc
- Cơm tấm
- Cotechino Modena
- Côtelette de porc
- Crackling bread
- Crispy pata
- Crubeens

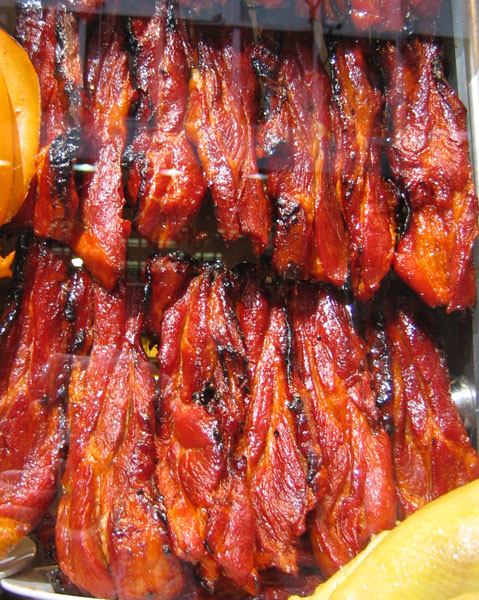
Le char siu est un moyen populaire de préparer le barbecue de porc dans la cuisine cantonaise.

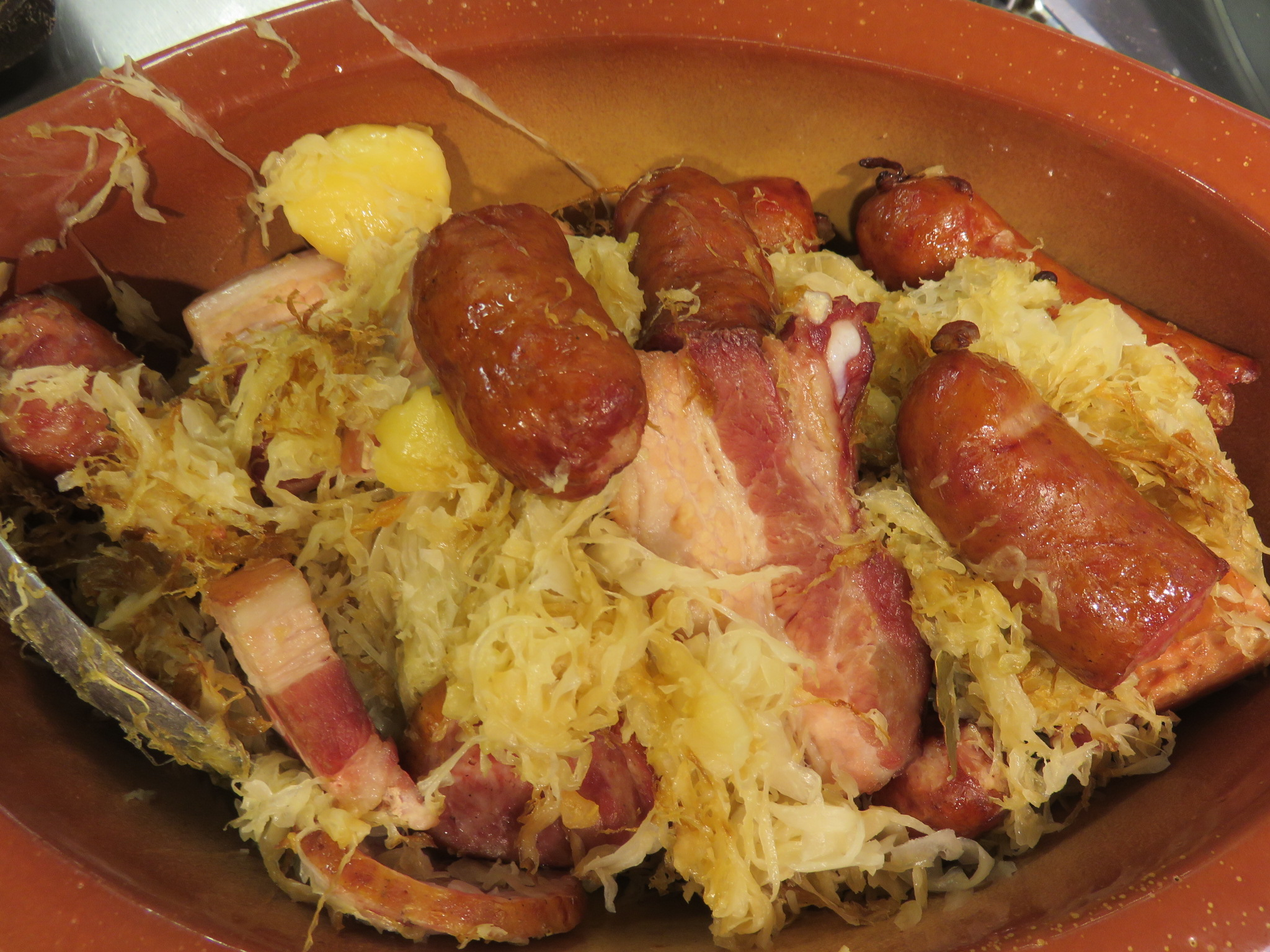
Choucroute alsacienne garnie

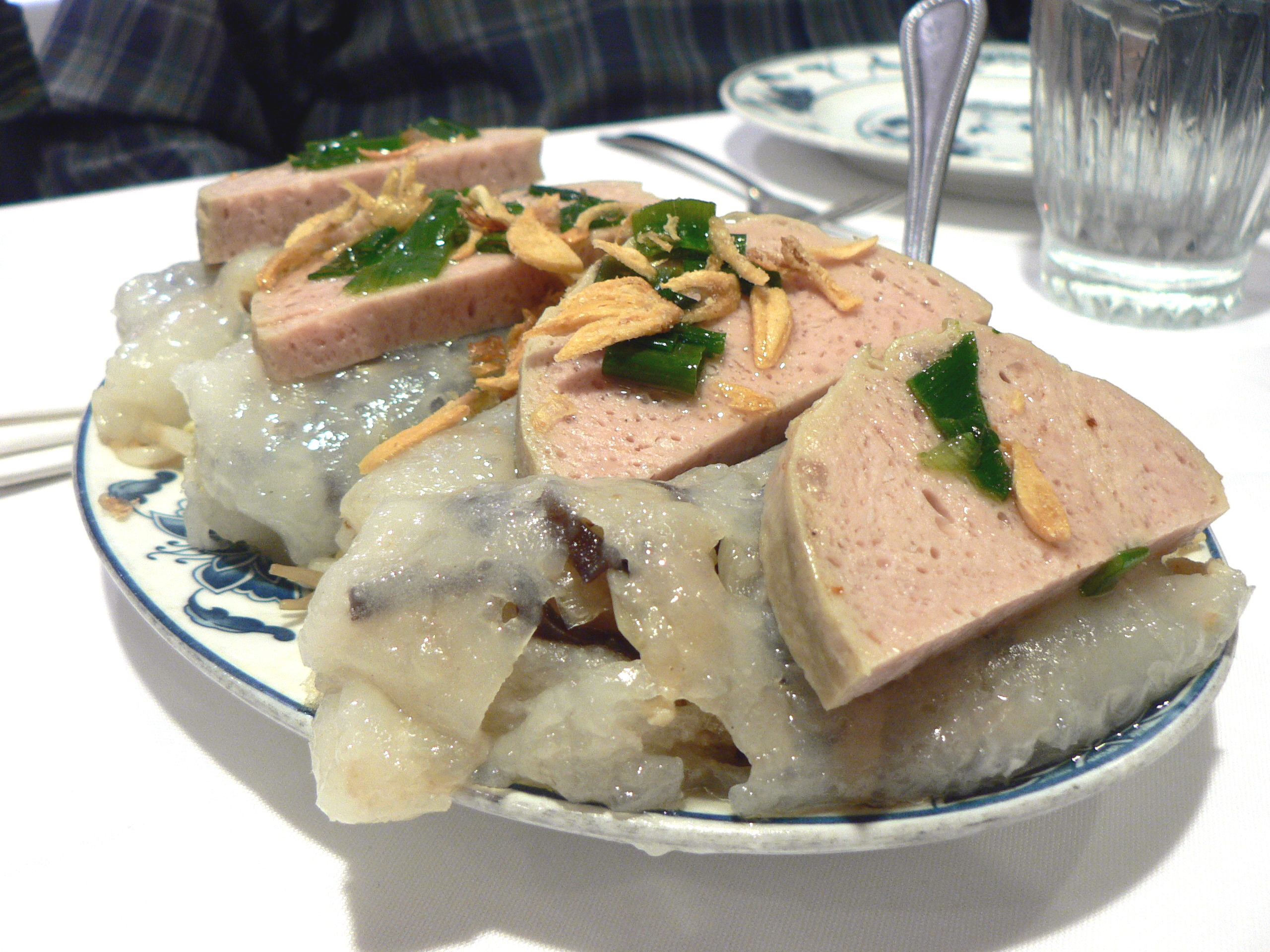
Tranches de chả lụa servi sur du bánh cuốn et garni avec des échalotes.
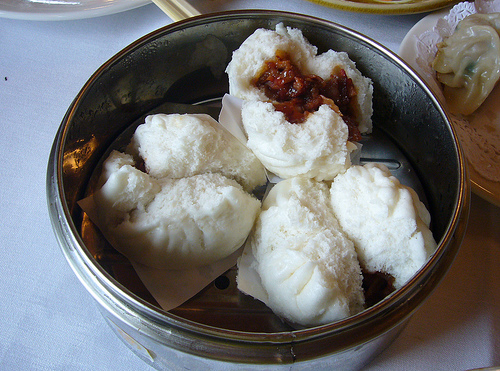
Cha siu bao, barbecue cantonais de porc accompagné de pain (baozi) [4][Quoi ?].
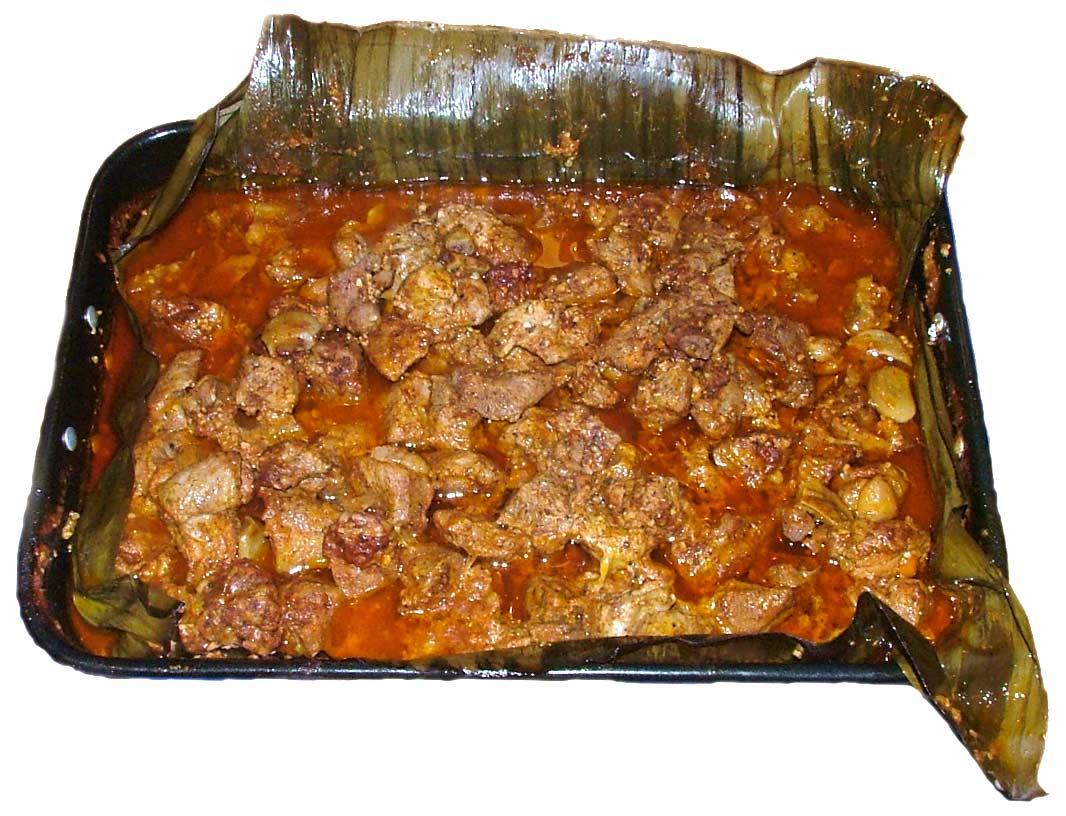
La cochinita pibil est un plat traditionnel mexicain de porc rôti lentement et mariné dans du jus d'agrumes. Le plat est originaire de la péninsule du Yucatán et d'origine maya.

## D

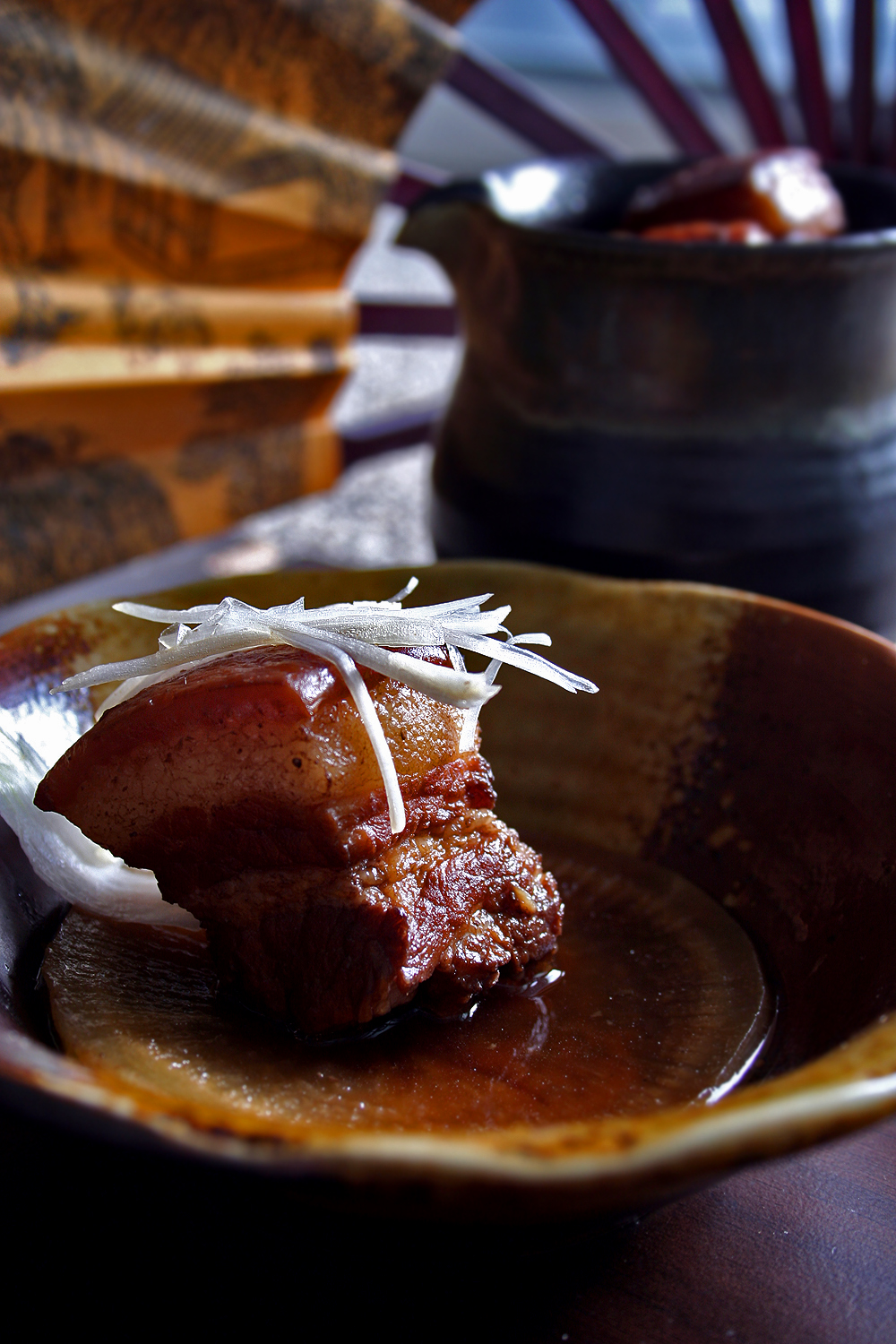
Le porc Dongpo est un plat originaire de Hangzhou.

- Dinuguan
- Porc Dongpo

## E
- Eisbein
- Endive au jambon
- Escaoudoun landais
- Espetada

## F
- Fabada asturiana
- Feijoada
- Fenzheng rou
- Fèves au lard
- Filet mignon
- Flæskesteg
- Frankfurter Rippchen
- Fréginat
- Fresinat
- Fritada
- Full breakfast
- Fun guo

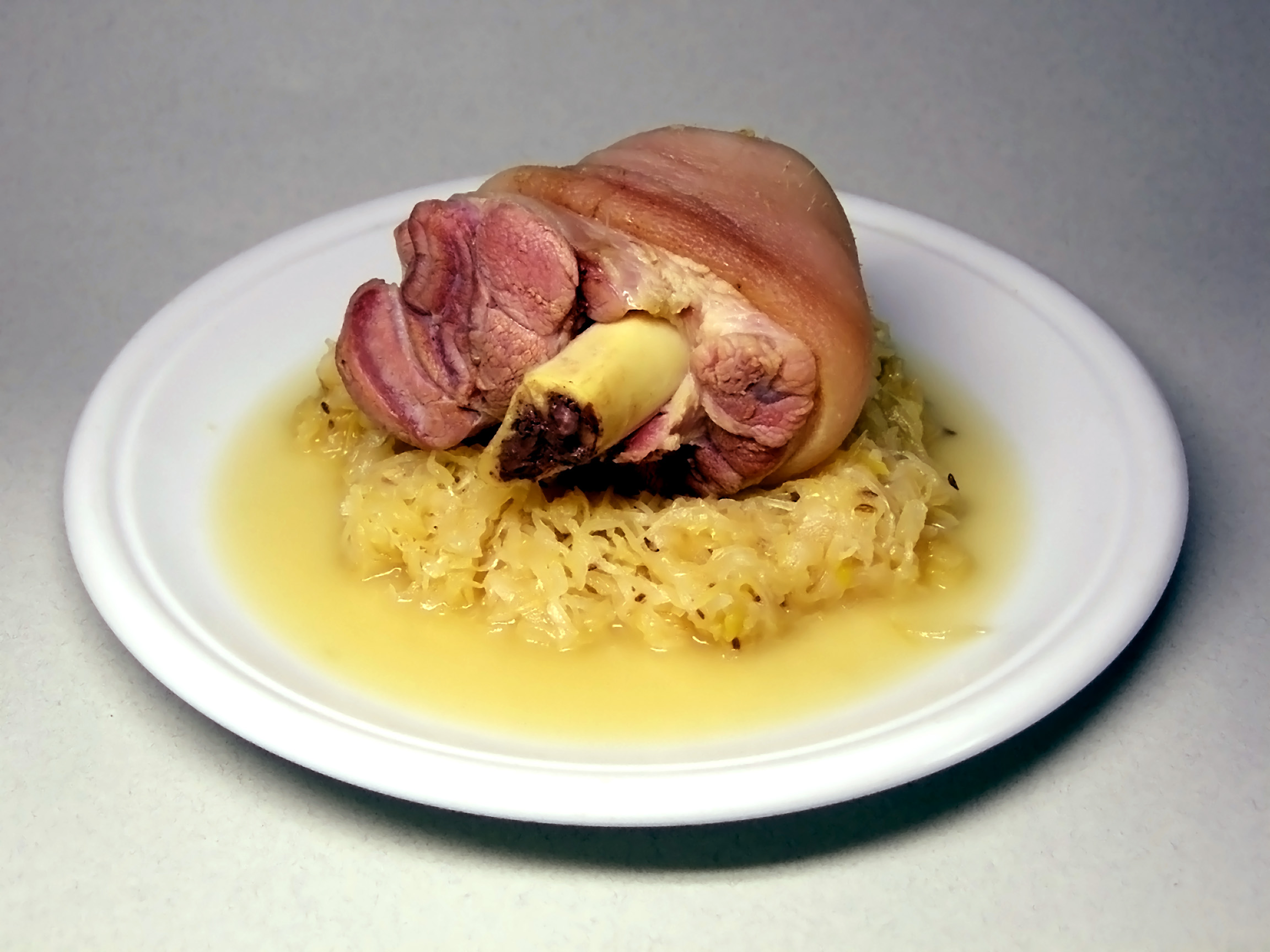
Eisbeinen marinés (jambonneaux), servis avec de la choucroute. Dans certaines parties de l'Allemagne, il est appelé Schweinshaxe.
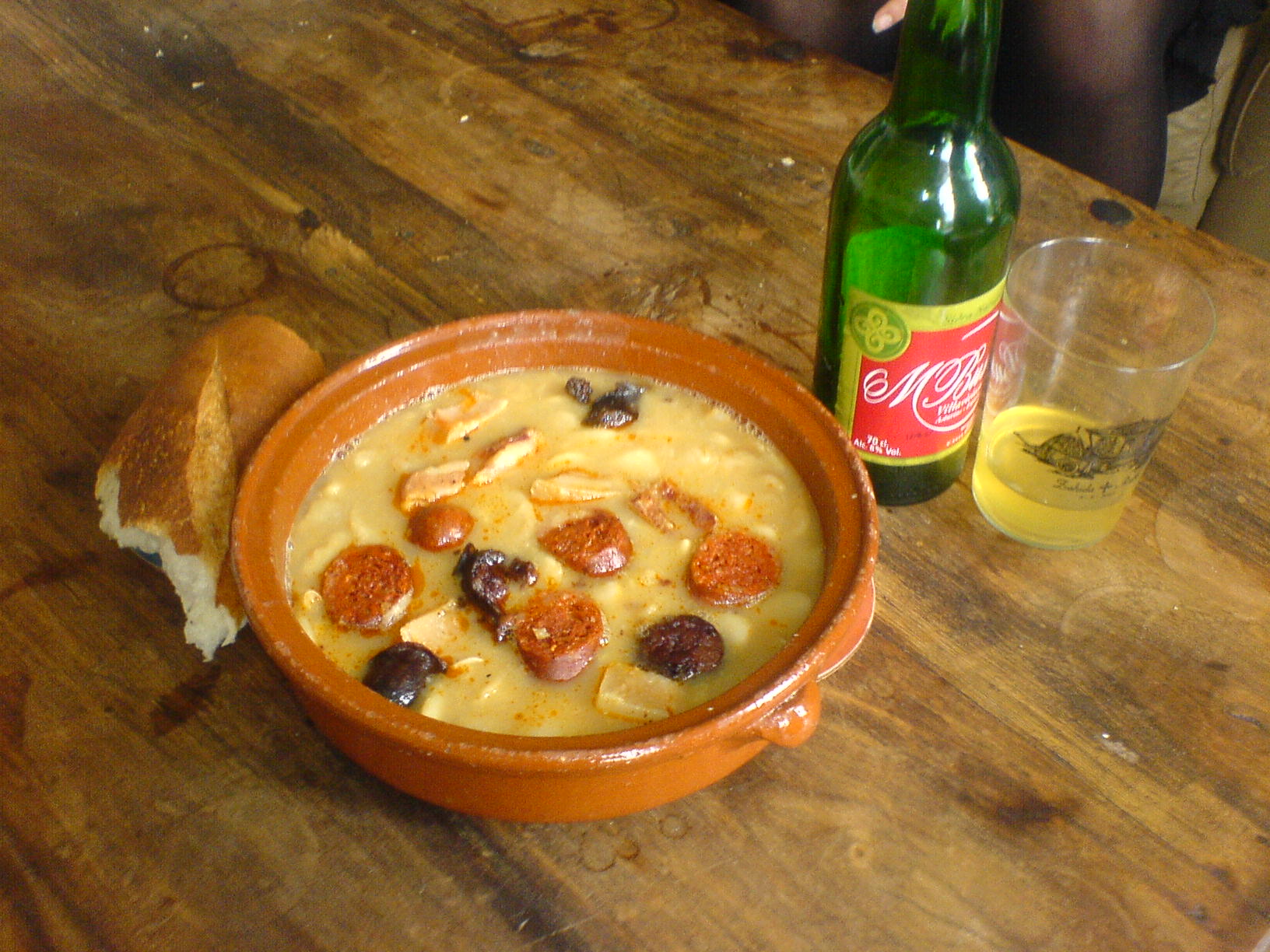
Fabada asturiana, un ragoût de haricots asturien, généralement servi avec du pain et du cidre de la région.

## G
- Galbi
- Geera pork
- Gigourit
- Gyros

## H

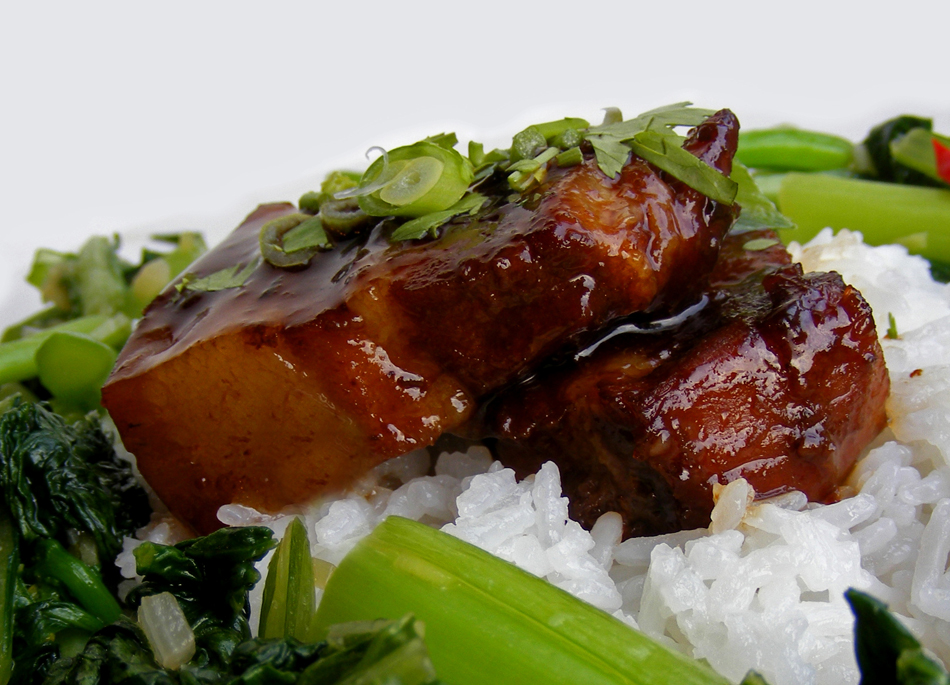
Le hongshao rou est un plat de porc classique de Chine continentale à base de porc et d'un mélange de gingembre, ail, herbes aromatiques, épices, piment, sucre, sauce de soja et vin de riz.

- Ham and egg bun
- Ham sandwich
- Hamonado
- Haslet
- Hâte levée
- Hongshao rou
- Horumonyaki

## I
- Inihaw na liempo

## J

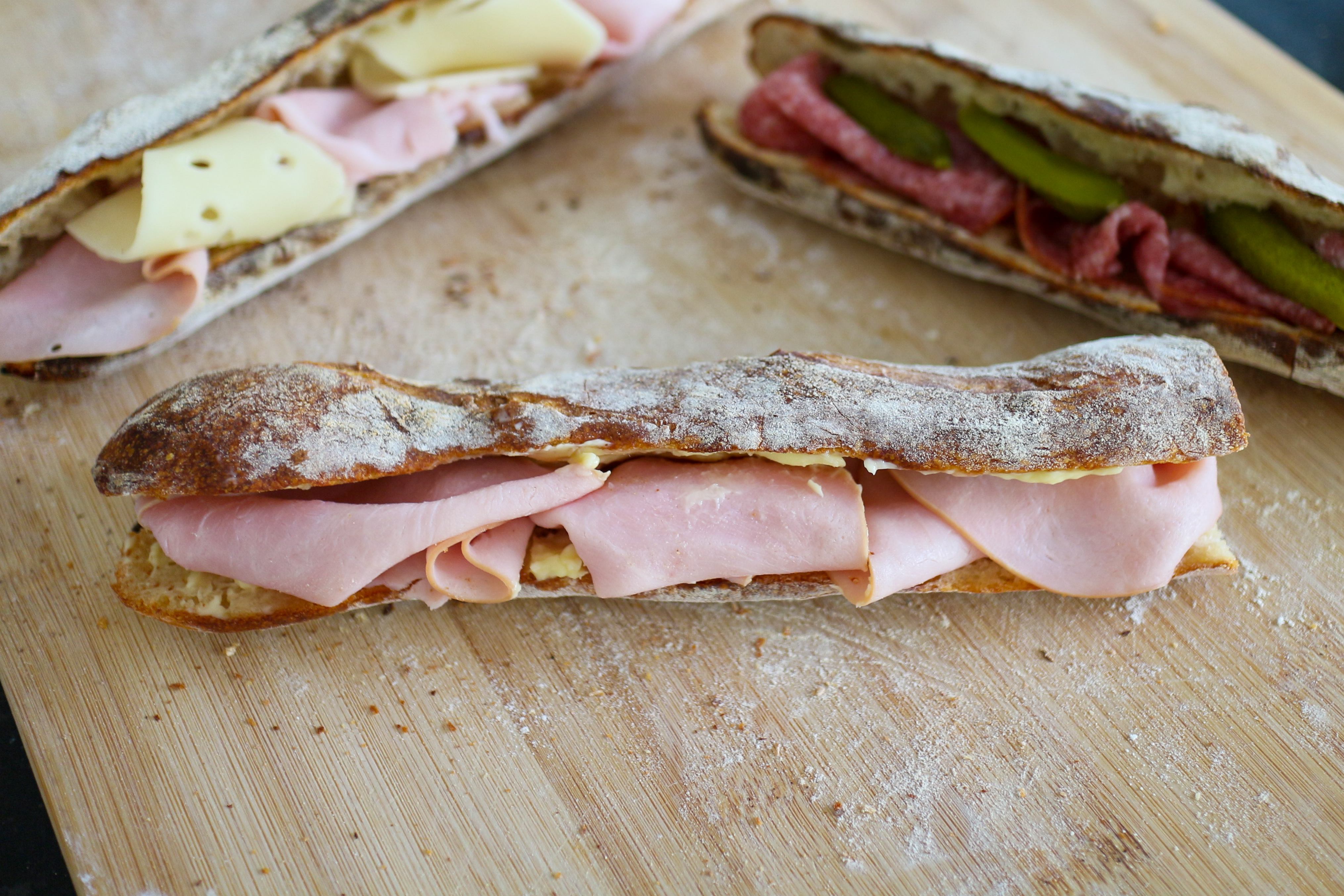
Sandwich jambon-beurre.

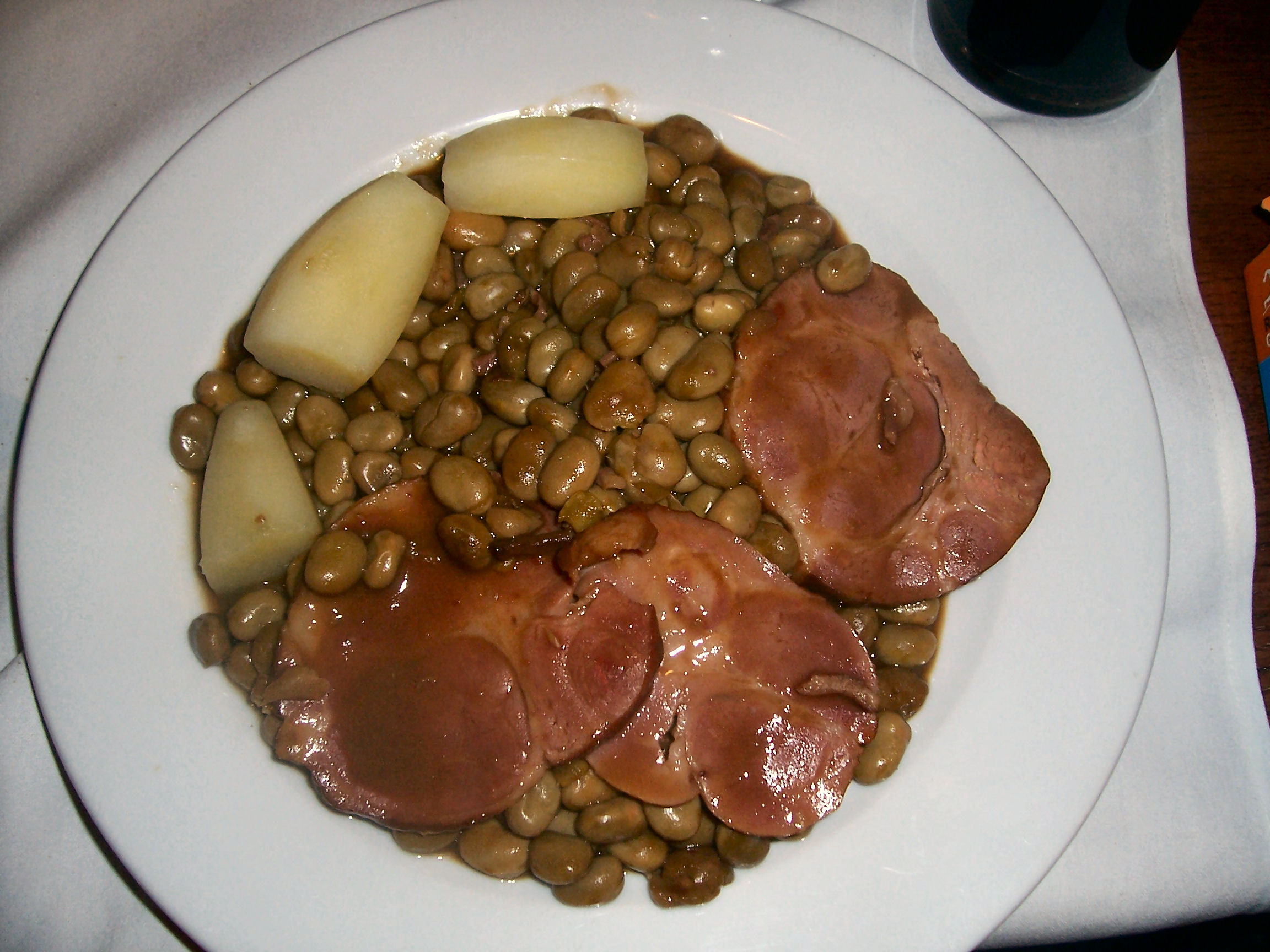
Judd mat Gaardebounen, collier de porc fumé aux fèves.

- Jambon à la californienne
- Jambon-beurre
- Jambonnette
- Jambonneau
- Jokbal
- Judd mat Gaardebounen

## K
- Kakuni
- Kalakukko
- King rib
- Kotlet schabowy
- Kushikatsu
- Kushiyaki

## L

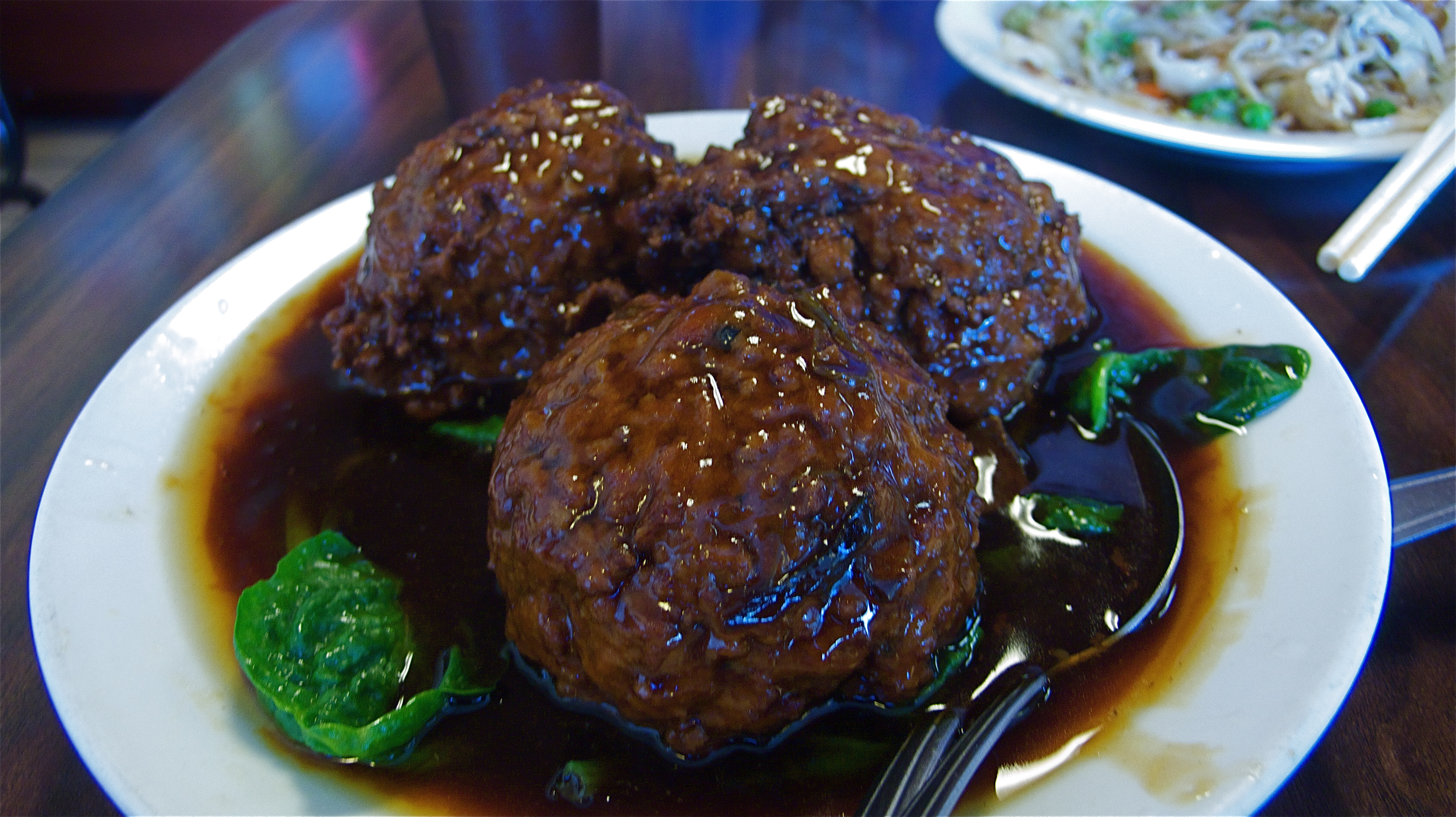
Boulettes de viande. Têtes de lion rougies au soja braisé.

- Lardon
- Laulau
- Lechon
- Lechona
- Likëngë
- Jambon de Limerick
- Tête de lion
- Livermush
- Lountza

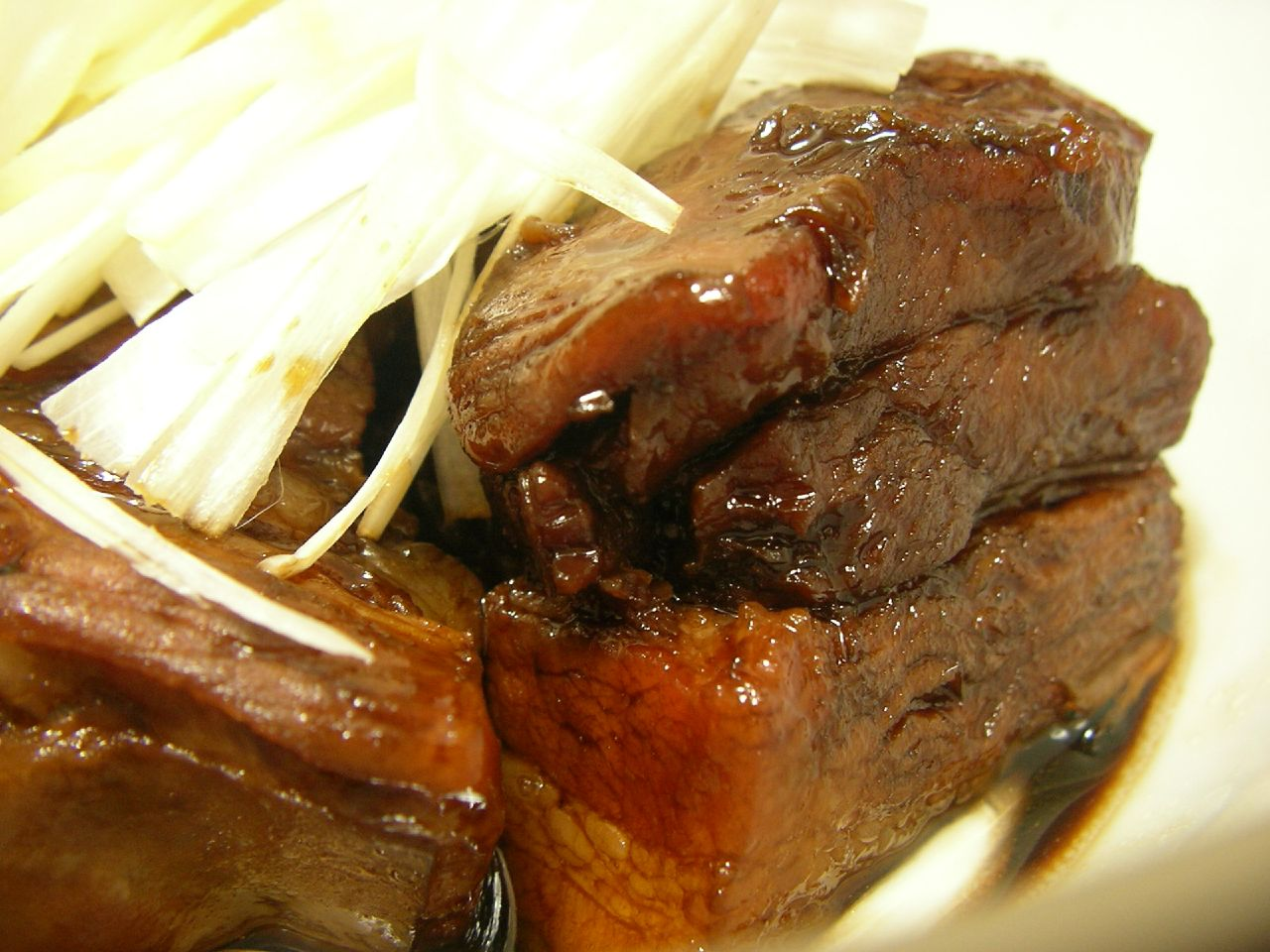
Le kakuni est un plat japonais de porc braisé.
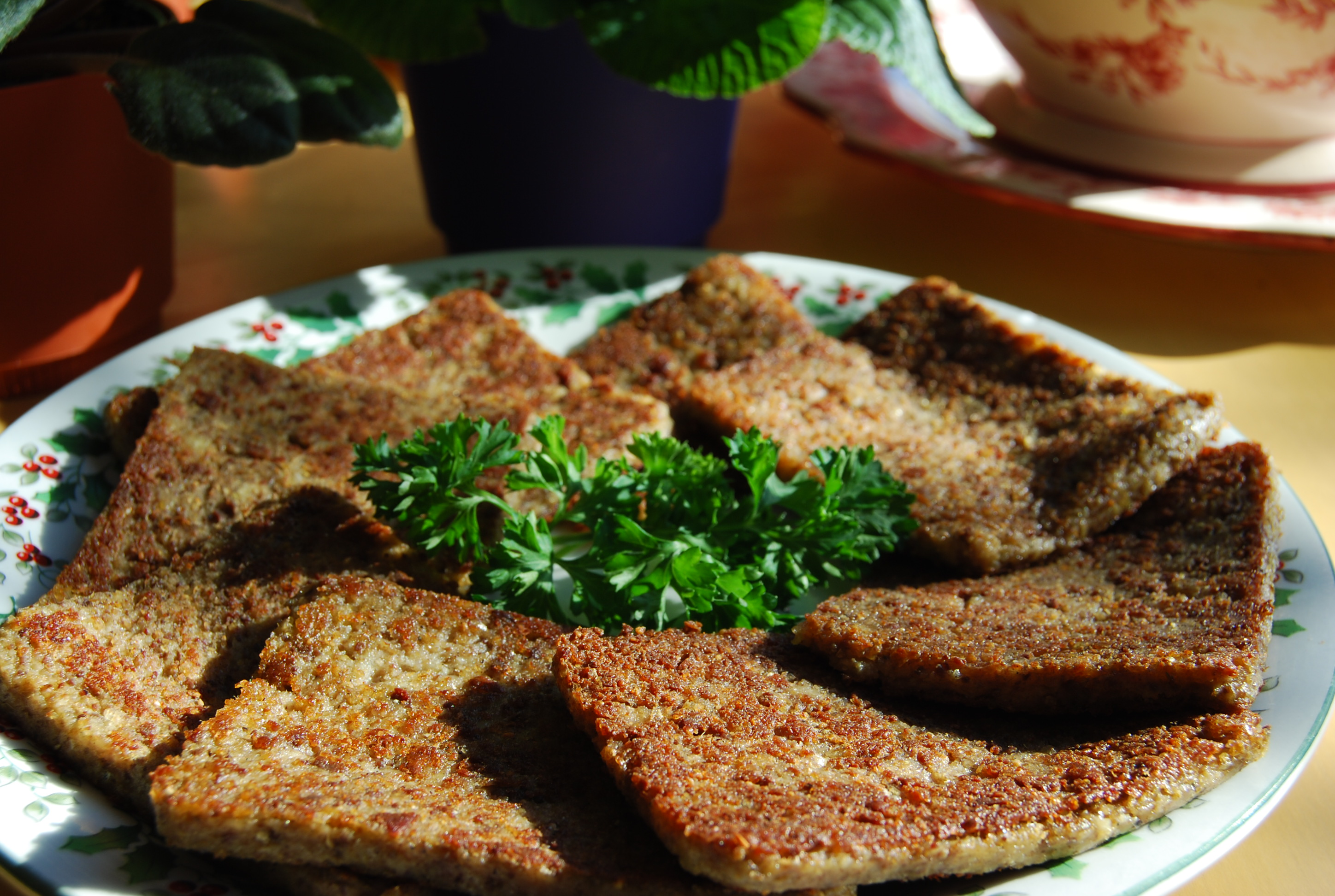
Livermush garni de persil.

## M

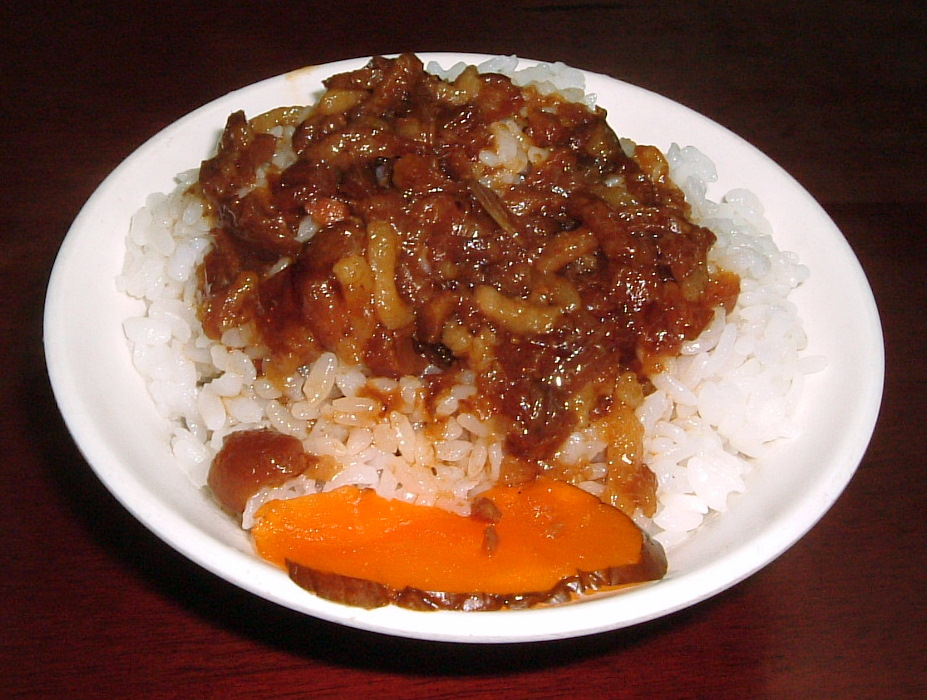
Émincé de porc-riz.

- Machaca
- Manouls
- Mavželj
- Medisterpølse
- Mett
- Migliaccio pistoiese
- Émincé de porc-riz
- Porc moo shu (en)

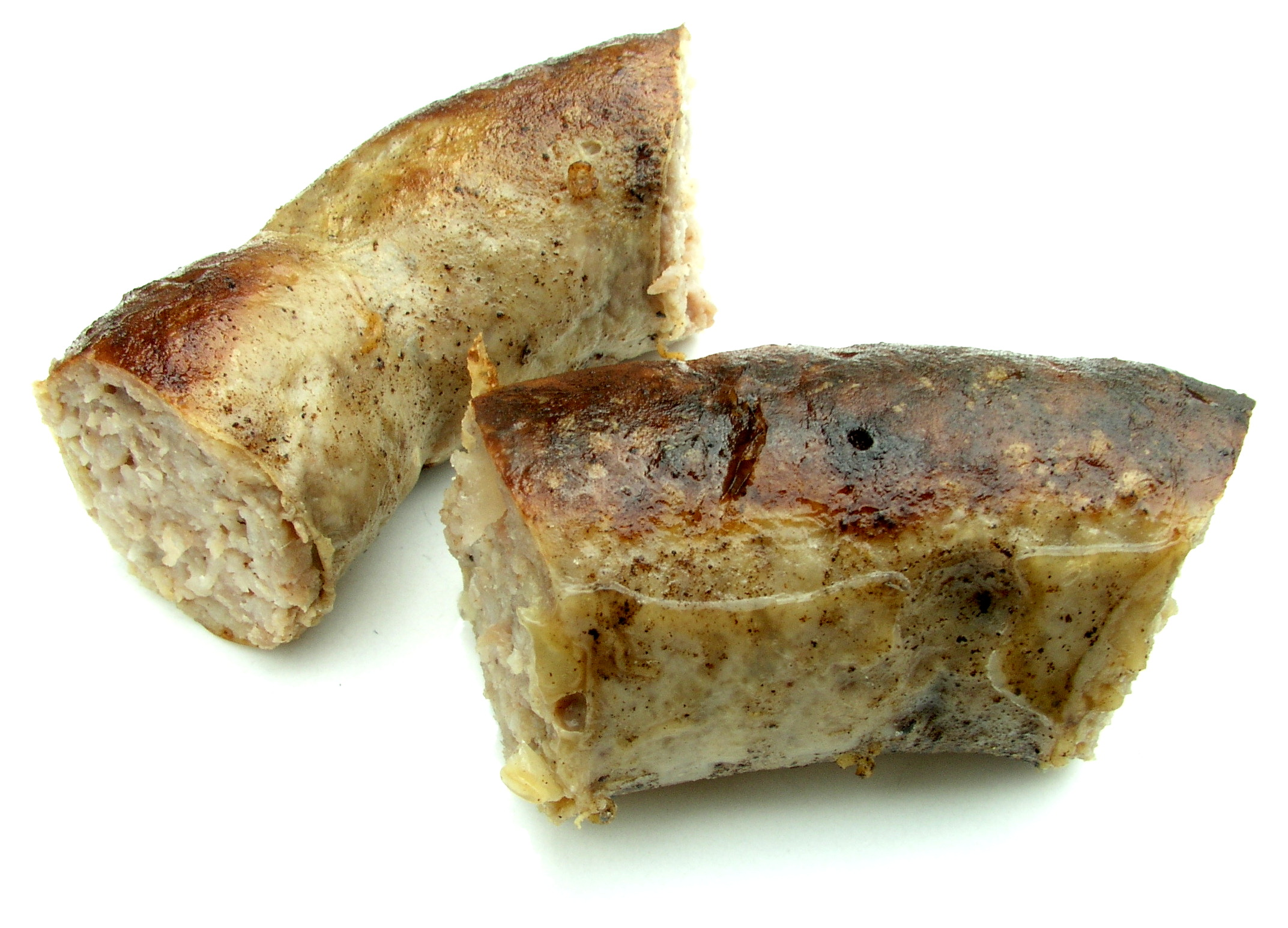
Saucisse frite medisterpølse.
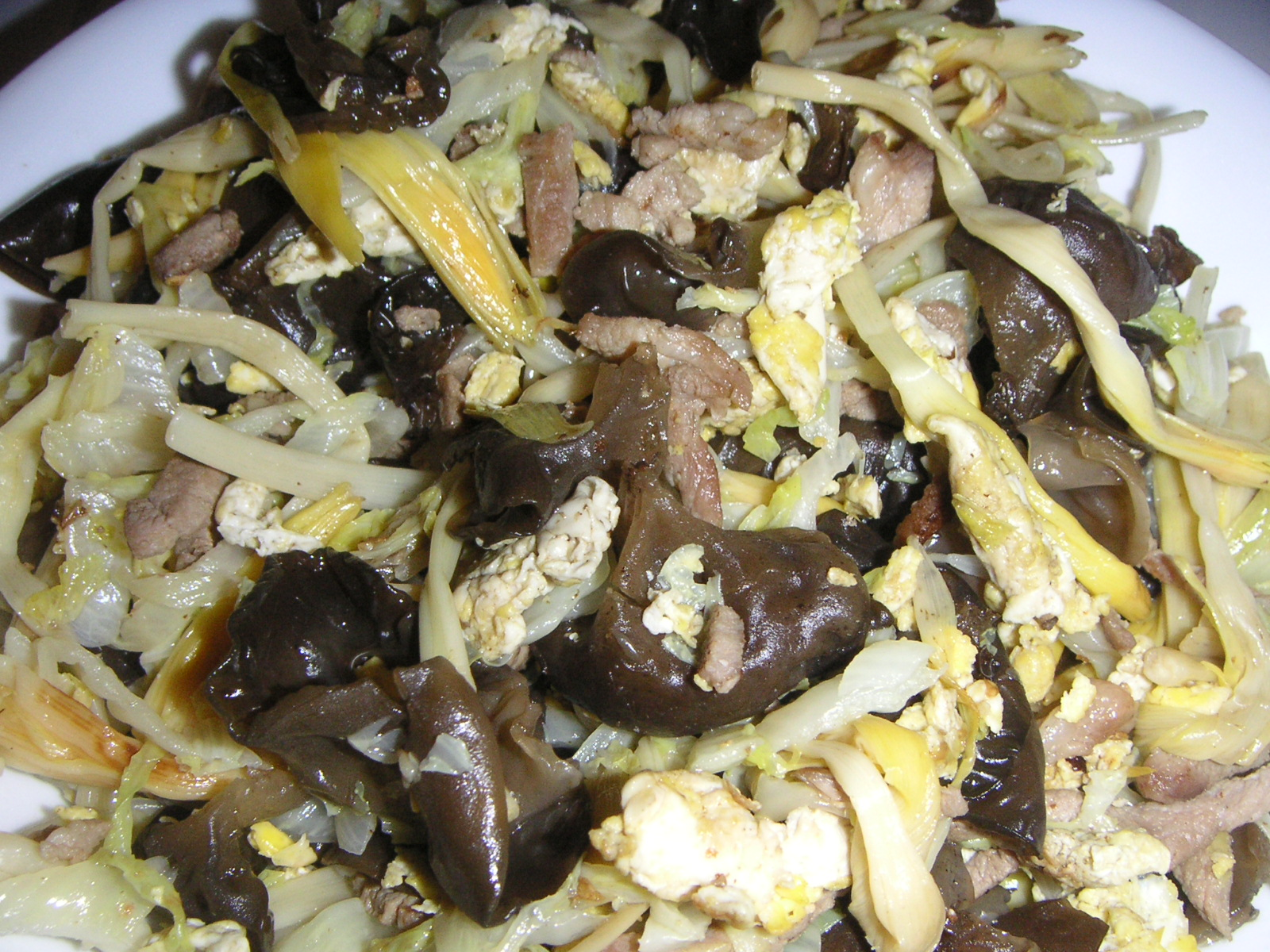
Porc moo shu, un plat originaire du nord de la Chine, probablement  de la province de Shandong.

## N
- Nataing
- Nem chua
- Nem rán ou rouleau impérial
- Nikuman

## O
- Oil down
- Oreille de crisse
- Oreille de porc
- Ouillade

## P
- Palette à la diable[4]
- Pambazo
- Pastie
- Pâté gaumais
- Peking pork
- Petit salé
- Pickle meat
- Pig fallopian tubes
- Pig roast
- Pig's organ soup
- Pied de cochon

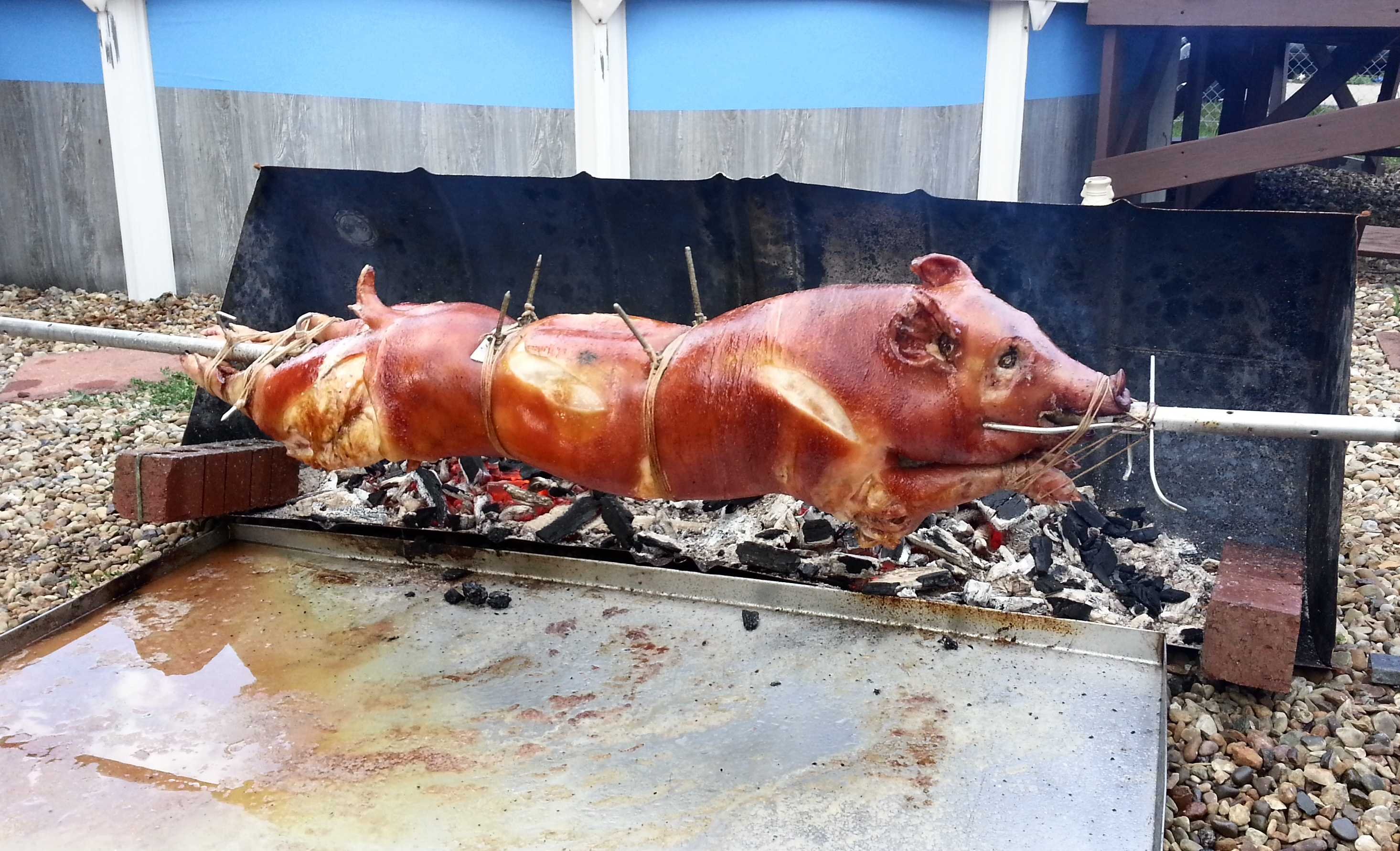
Un porc à rôtir sur une broche.

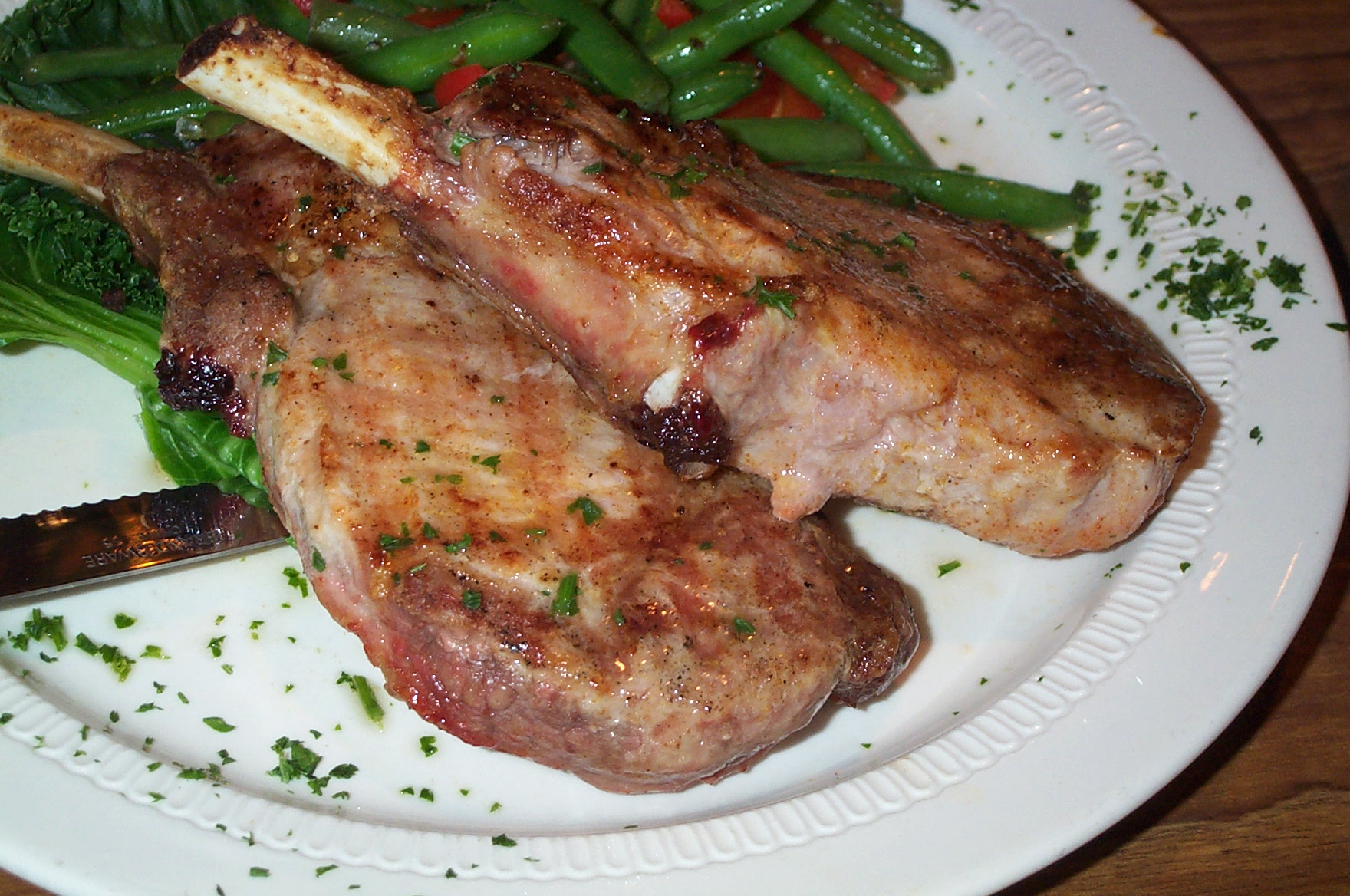
Côtelettes de porc cuites et servies.

- Pied de porc à la Sainte-Menehould
- Plat bernois
- Porc au caramel
- Porc Dongpo
- Porchetta
- Pork and beans
- Pork ball
- Pork blood soup
- Pork chop bun
- Jarret de porc
- Pork knuckles and ginger stew
- Pork pie
- Porc effiloché
- Potatiskorv
- Potée
- Pyeonyuk

## R
- Răcituri
- Roasted piglet
- Rôti de porc

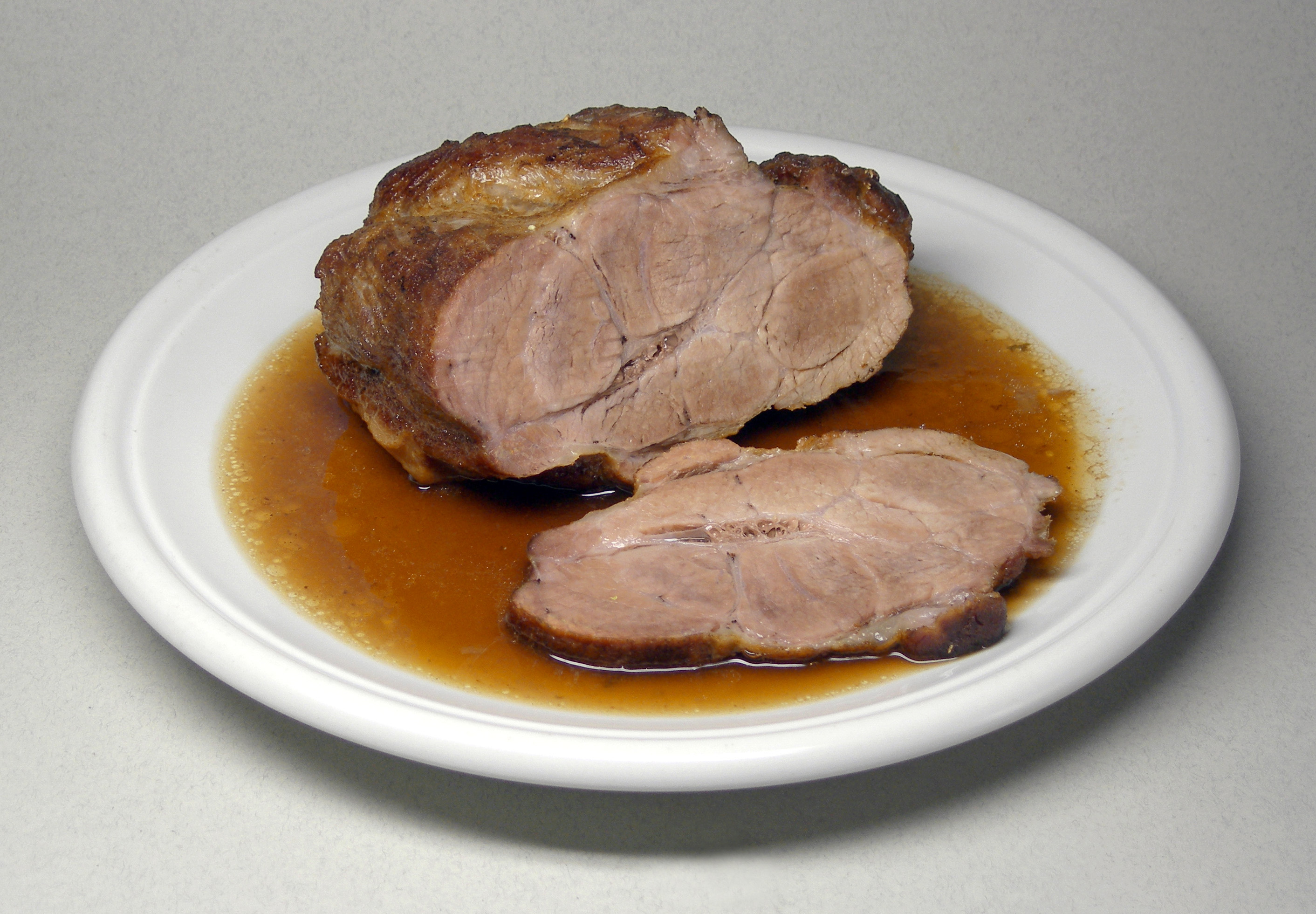
Rôti de porc.

- Rôti de porc à la salzbourgeoise ou Schweinsbraten
- Rosticciana
- Rou jia mo

## S

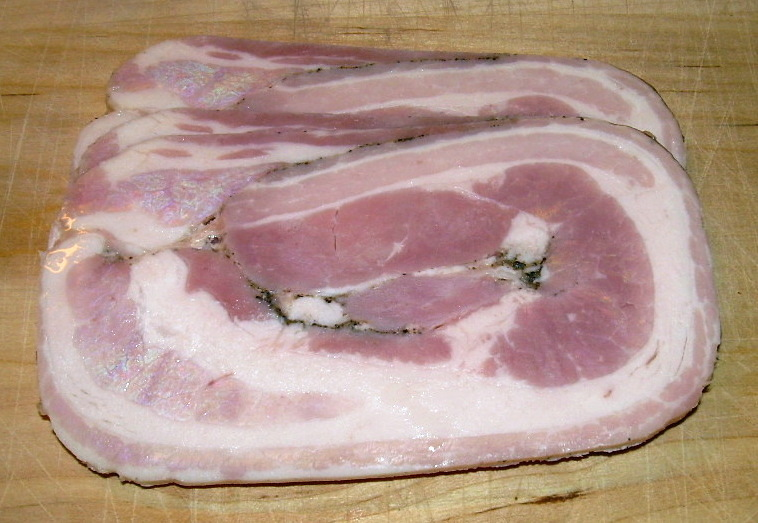
Rullepølse (rouleau de viande épicé).

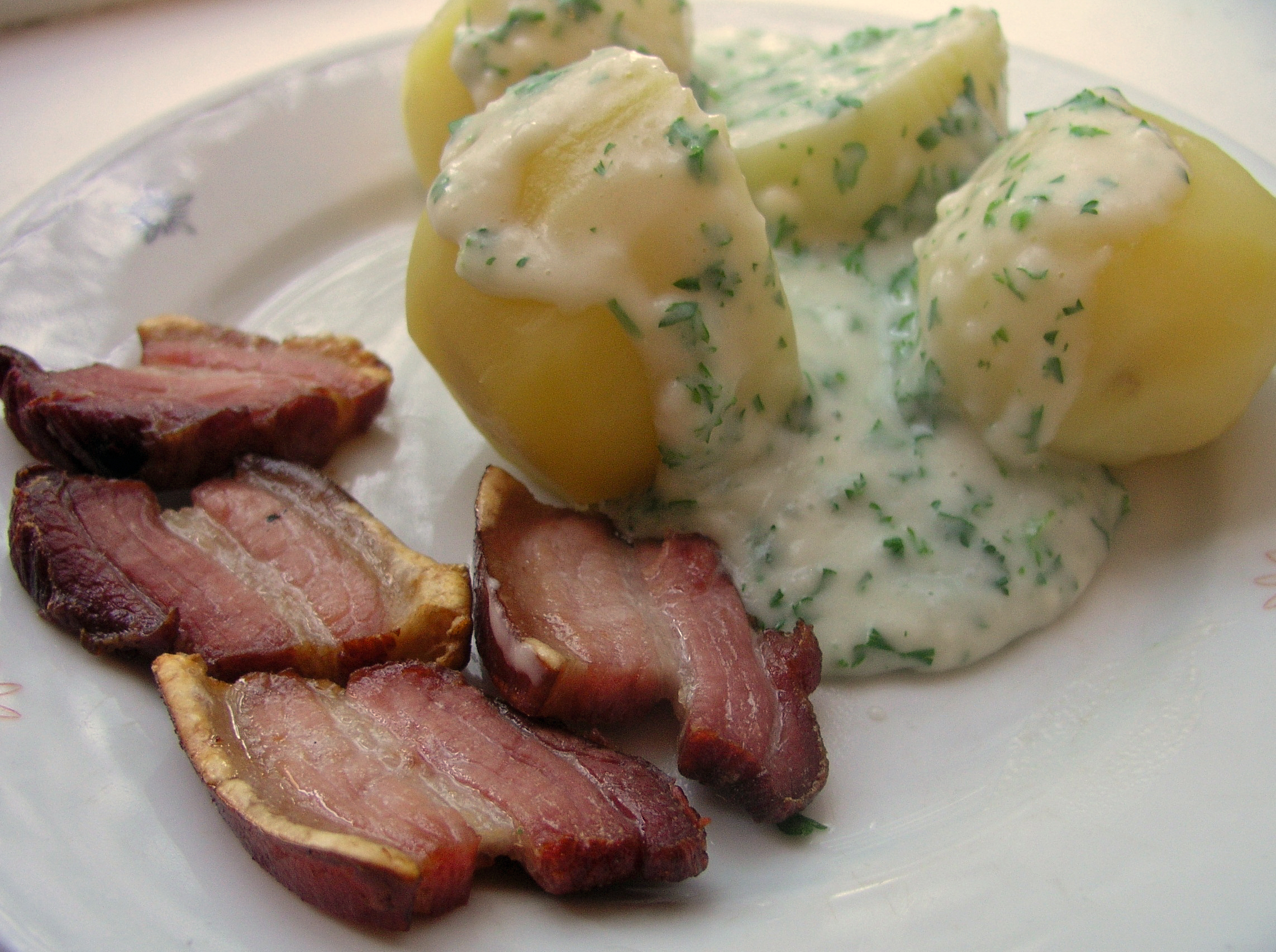
Le stegt flæsk est un plat de bacon frit originaire du Danemark, généralement servi avec des pommes de terre et une sauce au persil (med persillesovs).

- Saksang
- Salsiccia cruda
- Saltimbocca
- Samgyeopsal
- Sandwich BLT
- Sarapatel
- Sarcive
- Sarmale
- Sate babi
- Schweinshaxe
- Schwenker
- Se'i
- Senate bean soup
- Sisig
- Siu yuk
- Skirts and kidneys
- Slavink
- Souvláki
- Spiced meat roll
- St. Louis-style barbecue
- Steam minced pork
- Stegt flæsk
- Stuffed chine
- Stuffed ham
- Cochon de lait
- Švargl
- Syltelabb

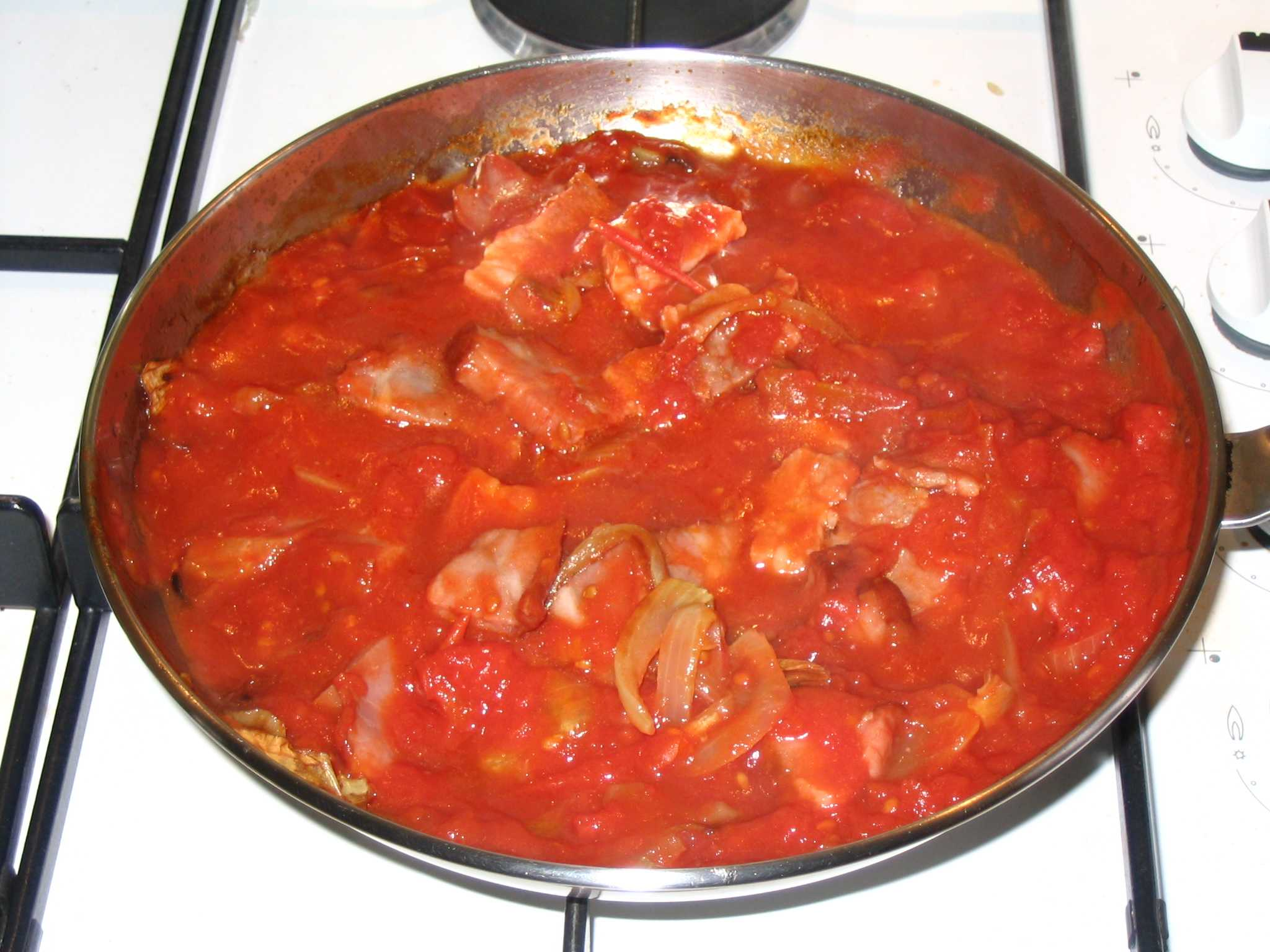
La sauce amatriciana est un plat italien traditionnel de pâtes à base de guanciale (joue de porc), pecorino, fromage et tomate.
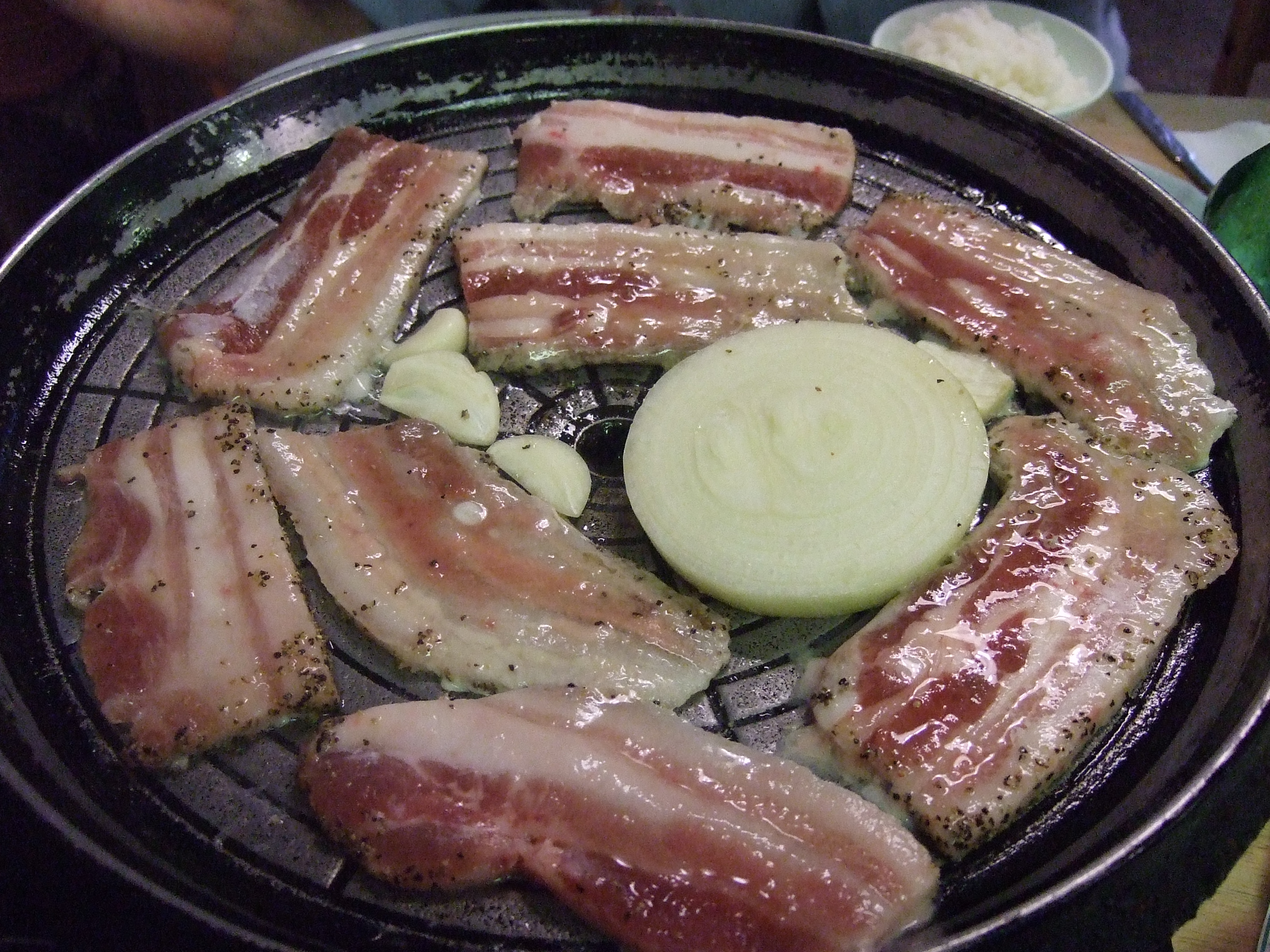
Le samgyeopsal est un plat coréen généralement servi comme repas du soir. Il se compose de tranches épaisses de poitrine de porc.
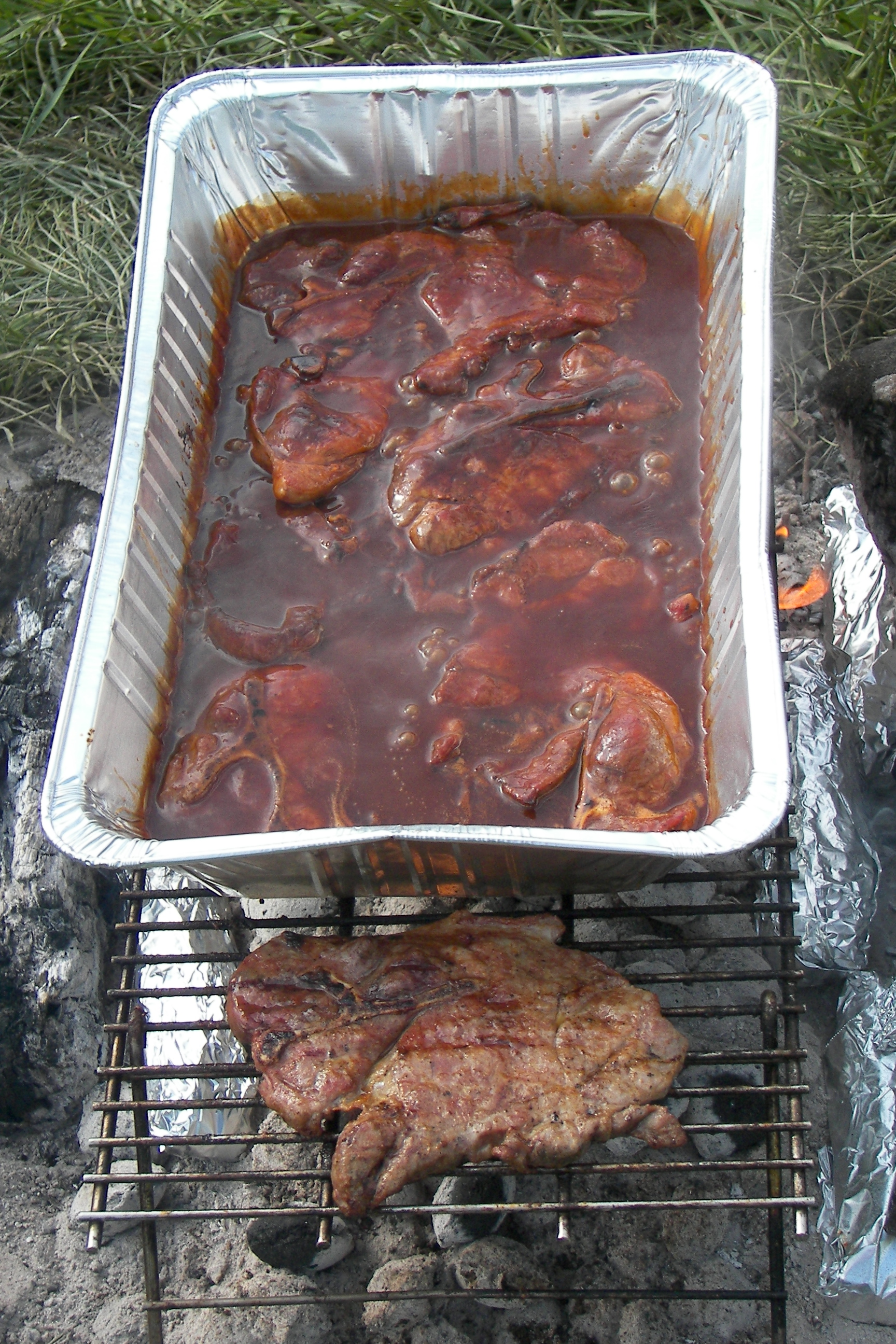
Saint-Louis-de style barbecue, steaks de porc en train de cuire.
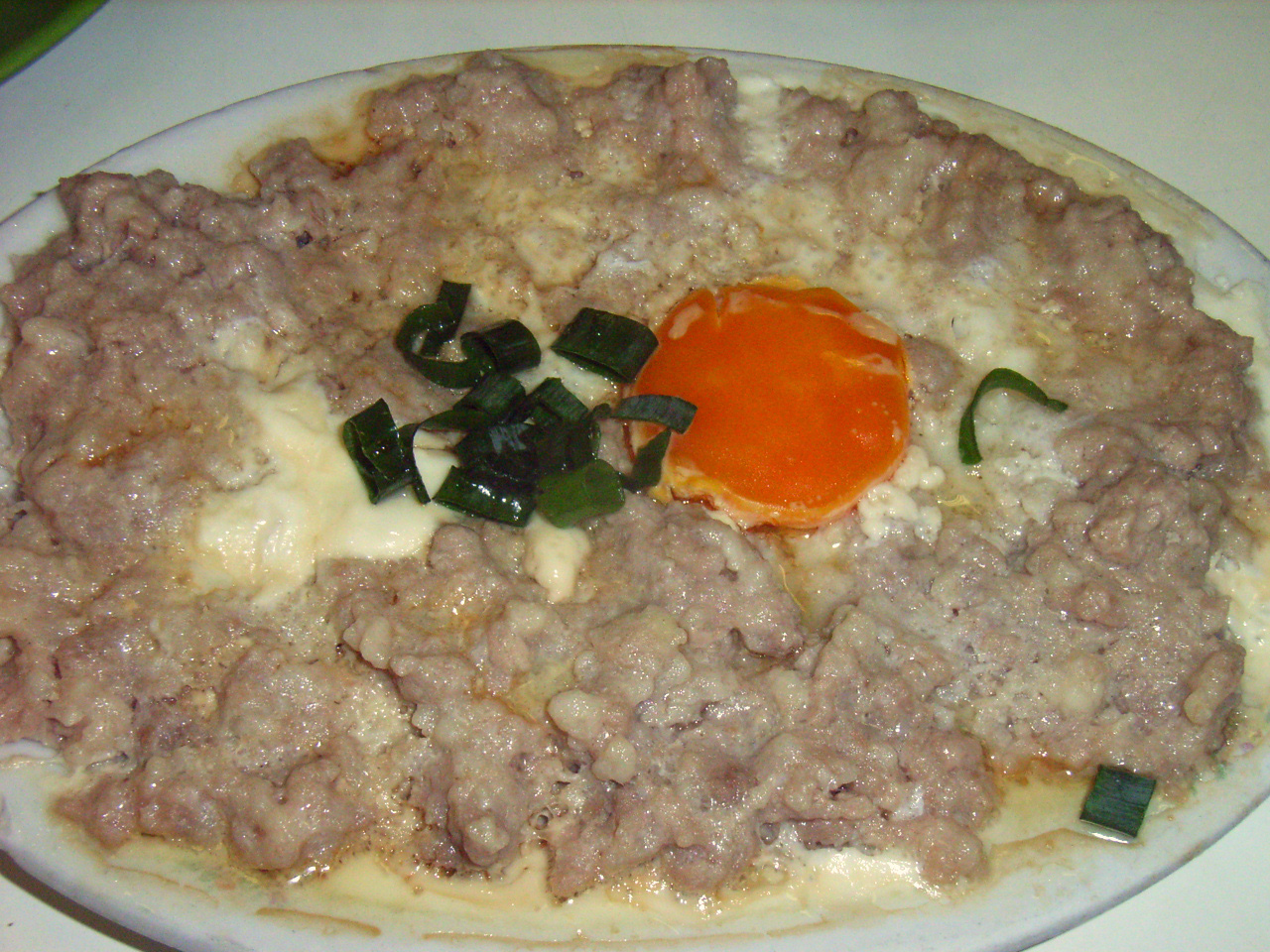
Porc haché cuit à la vapeur garni d’œuf et d'oignon vert.

## T

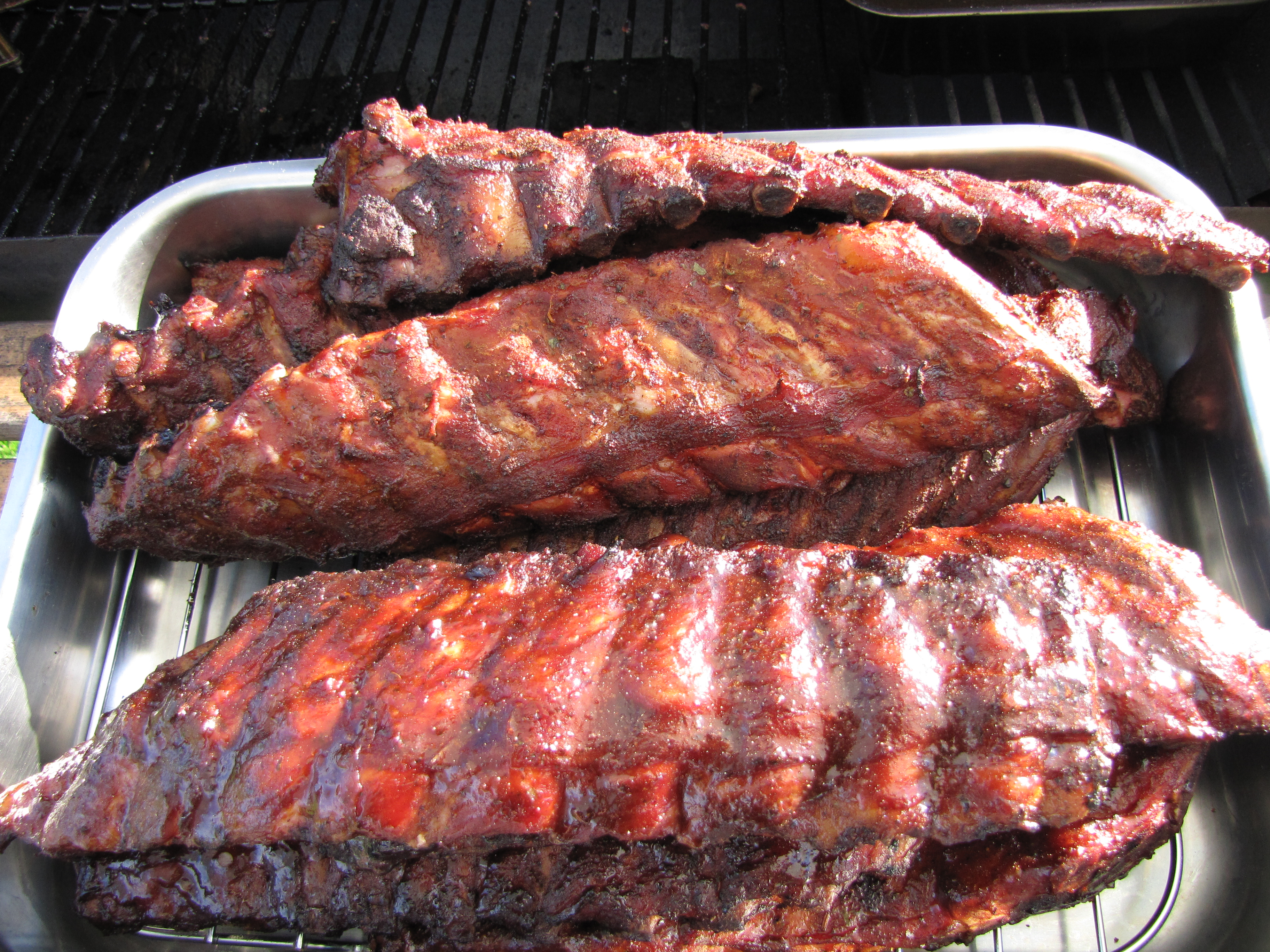
Travers de porc des barbecues américains.

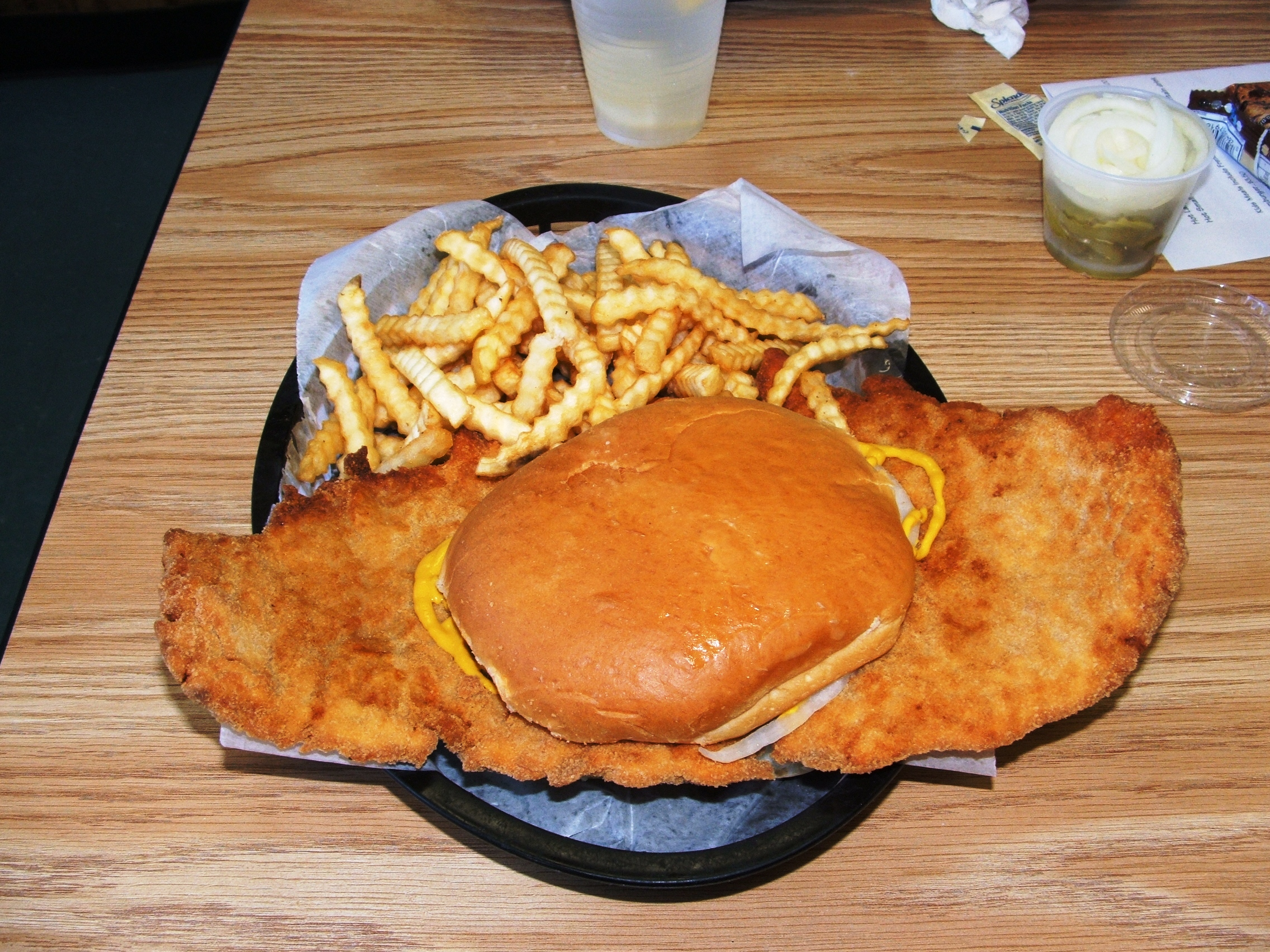
Un filet de porc en sandwich avec des frites.

- Tablier de sapeur
- Tamale
- Quenelle de taro
- Pork tenderloin
- Pork tenderloin sandwich
- Tokwa’t baboy
- Tonkatsu
- Touffaye
- Tourtière du Lac-Saint-Jean
- Travers de porc
- Trenèl
- Trinxat
- Tuotuorou
- Twice cooked pork

## V
- Vindaloo
- Vinyali
- Vulve de truie

## W
- Wet tha dote htoe

## X
- Xingar

## Y
- Yuk chanté
- Yuxiangrousi

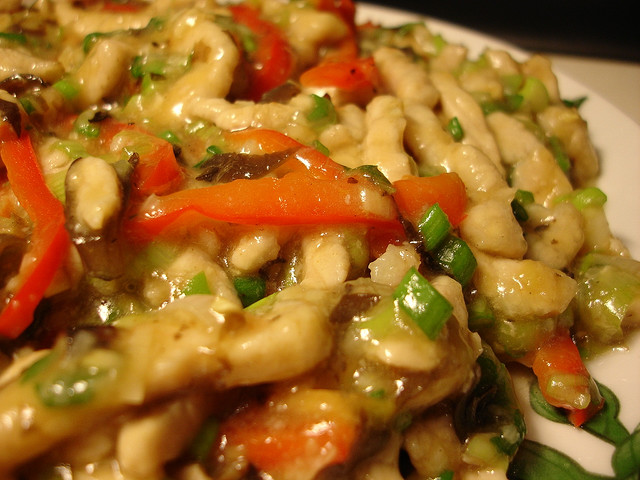
Le yuxiangrousi est un plat commun de la cuisine du Sichuan.